# Kalk (Köln)

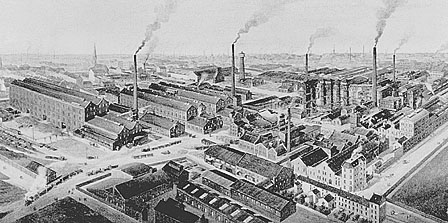
Blick vom Nordwesten auf die „blühende“ Industriestadt Kalk im Jahre 1908, kurz vor der Eingemeindung in die Stadt Köln. Im Vordergrund die Chemische Fabrik Kalk, halblinks die Kirche St. Joseph

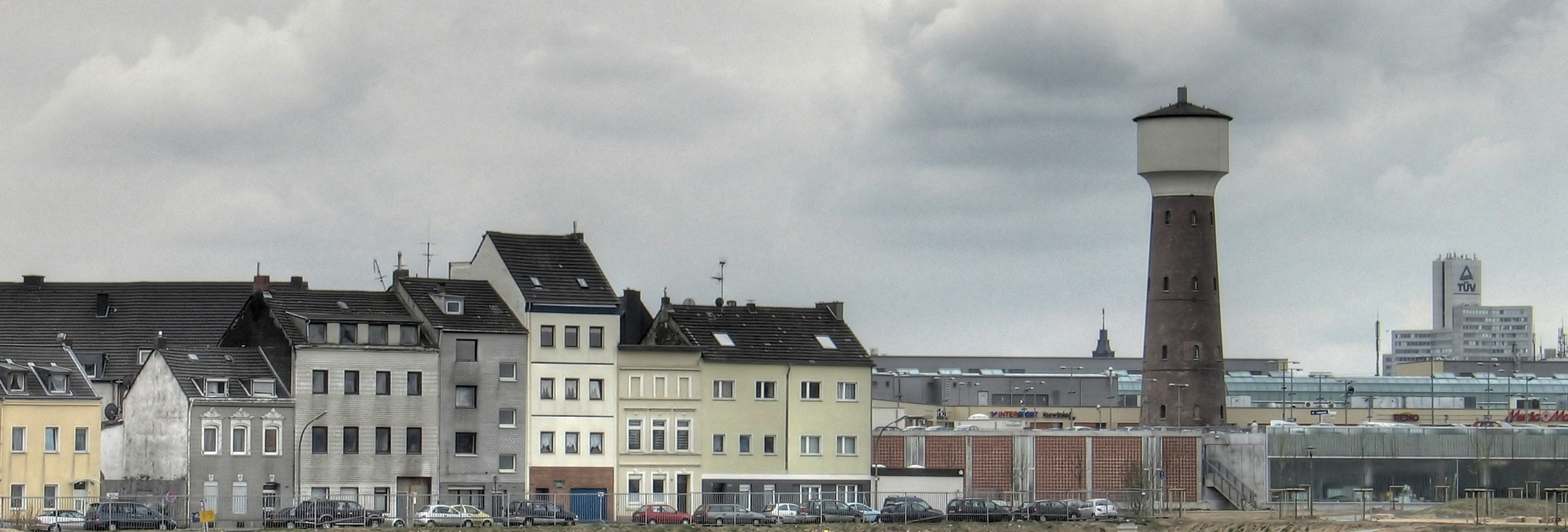
Der historische Wasserturm der ehemaligen Chemischen Fabrik Kalk umbaut von den KölnArcaden, links typische Kalker Altbauhäuser, die nach den Zerstörungen im Zweiten Weltkrieg in Schlichtbauweise wiederaufgebaut wurden.

Kalk ist ein rechtsrheinischer Stadtteil innerhalb des gleichnamigen Kölner Stadtbezirks 8. Der Ort, der über Jahrhunderte nur aus einigen Hofgemeinschaften und einer Pilgerkapelle bestanden hatte, entwickelte sich durch die Industrialisierung in der Mitte des 19. Jahrhunderts zu einer wohlhabenden Industriestadt, die im Jahre 1910 von der Stadt Köln eingemeindet wurde.
Während des Zweiten Weltkrieges wurde der Stadtteil zu 90 Prozent zerstört. Nach schnellstmöglichem Wiederaufbau war Kalk über Jahrzehnte einer der größten Industriestandorte Kölns. Seit der Rezession in den 1970er-Jahren und den damit verbundenen Werksschließungen durchläuft Kalk einen Strukturwandel zum Wohn- und Verwaltungsstandort. Der hohe Ausländeranteil trägt zur Entwicklung einer multikulturellen Gesellschaft bei.
Das Stadtbild wird heute von Wohnhäusern aus der Gründerzeit, Kriegsbaulücken füllenden Mietshäusern aus den 1950er- und 1960er-Jahren in Schlichtbauweise, einigen Industriedenkmälern, Verwaltungsbauten sowie von großen Industriebrachen geprägt.

## Geographie
Der ursprüngliche Siedlungskern des Ortes lag auf einer Geländerinne der Niederterrasse des Rheins westlich eines mittlerweile verlandeten Rheinarms. Nördlich der Kalker Höfe lag ein Sumpfgebiet, welches sich vom Buchenforst bis nach Bensberg erstreckte.
Der Stadtteil Kalk grenzt im Osten mit den Gleisanlagen der Güterverkehrsstrecke Mülheim an der Ruhr–Köln an die Stadtteile Höhenberg und Vingst. Der Bahndamm der rechten Rheinstrecke und Siegstrecke trennt den Ort im Süden von dem Stadtteil Humboldt/Gremberg und im Westen von Deutz ab. Im Norden verläuft die Grenzlinie zu Buchforst weitgehend entlang der Bundesstraße 55a, der jenseits der B55a liegende Kalkberg gehört jedoch noch zu Kalk.

## Geschichte

Ausschnitt aus der Schenkungsurkunde, Kalka wird in der 5. Zeile als 2. Wort erwähnt

### Ersterwähnung und Namensableitung
In einer Schenkungsurkunde überschrieb Erzbischof Heribert von Köln im Jahre 1003 der neugegründeten Abtei Deutz zahlreiche Pfründen, so unter anderem die Pfarrkirche Deutz mit dem ihr aus den umliegenden Höfen Deutz, Kalk, Vingst, Poll, Rolshoven und Westhoven zustehenden Zehnten. Die Ortsbezeichnung Villa Kalka oder Calke, wie der Ort in einer anderen Urkunde genannt wurde, leitet sich vermutlich von dem mittelhochdeutschen Wort Kolk ab, denn das Hofgut (lateinisch: villa) lag am Rande einer feuchten Niederung. Eine zweite Deutung vermutet den Baustoff Kalk als Namensgeber. Es könnte sein, dass die Römer während des Baus der Colonia Claudia Ara Agrippinensium das Gebiet als Lagerplatz für Kalk benutzt haben, der in den Kalksteinbrüchen auf heutigem Bergisch Gladbacher Gebiet abgebaut wurde.

### Vom Hochmittelalter bis zur Frühen Neuzeit
Zur Bewirtschaftung der Ländereien existierten schon vor der Überschreibung an die Abtei Deutz im Bereich der heutigen Höfe- und Engelstraße die Kalker Höff. Die Frage, ob es sich dabei um einen Hof oder um mehrere Höfe handelte, ist genauso wenig beantwortet wie die, ob zu diesem Zeitpunkt Grundherrschaft oder Lehen anderer kirchlicher Institutionen oder Adliger am Kalker Gebiet bestanden.
Das Kölner St.-Severins-Stift muss spätestens im 13. Jahrhundert über Landbesitz verfügt haben, denn im Jahre 1298 verpachtete es 50 Morgen Land auf Lebenszeit an den Chorbischof Winricus aus Troisdorf. Er verpflichtete sich, jährlich neun Malter Roggen an das Stift zu liefern (1 rhein. Malter ≈ 416 Liter). Wahrscheinlich das gleiche Stück Land wurde im Jahre 1330 den Eheleuten Sophie und Heinrich Körngin in Erbpacht gegeben. Im Jahre 1394 erwarb das Severinstift aus dem Nachlass des verstorbenen Ritters Johann vamme Hirtze den in Kalk gelegenen Hirtzhof und ein Jahr später den Kapitelshof. Mit diesen Höfen erwarb das Stift auch große Flächen außerhalb Kalks. Der gesamte Grundbesitz wurde zu diesem Zeitpunkt neu aufgeteilt und als Lehen vergeben. Der Kapitelshof, in manchen Quellen auch Stiftshof genannt, wurde vom Severinstift zum Fronhof für seine rechtsrheinischen Besitzungen erweitert. Als weiterer Hof auf Kalker Gebiet wurde im Jahre 1626 erstmals der Broicher Hof erwähnt, der östlich des Kapitelshofes lag. Vermutlich ist dieser Hof identisch mit dem Hirtzhof, dies kann aber nicht belegt werden. Belegbar ist, dass es sich bei den Bezeichnungen Stiftshof, Hellingshof und Knevelshof um den Kapitelshof handelt; der Broicherhof wurde ab 1673 in Wolfskehlhof umbenannt.
Dem Kapitelshof wurde spätestens 1529 ein Hofgericht zugeordnet, welches für Rechtsfragen der niederen Gerichtsbarkeit der zum Stift St. Severin gehörenden rechtsrheinischen Höfe zuständig war. Das Gericht trat dreimal jährlich unter Vorsitz eines Schultheißen zusammen, jeweils an den Donnerstagen nach dem Dreikönigstag, dem Weißen Sonntag und dem Johannistag. Die Dingbank des Hofgerichtes befand sich an einer Gerichtslinde in unmittelbarer Nähe der Kalker Kapelle. Das Gericht bestand bis zur Säkularisation des Severinsstifts im Jahre 1803.
Etwas abseits der Höfe, an der Straße nach Brück, stand das im Jahre 1423 erstmals urkundlich erwähnte Heiligenhäuschen, das die bemalte Pietà der „schmerzhaften Muttergottes“ beherbergte. Der Bildstock wurde vermutlich als Gebetsstätte für die Bewohner des in unmittelbarer Nähe gelegenen Siechenhauses errichtet. Die an Lepra erkrankten Bewohner des Hauses durften wegen der Ansteckungsgefahr ihren Heimatort Deutz nicht mehr betreten. Sie lebten von Almosen, die sie von Passanten auf dem Hauptweg von Köln in das Bergische Land erbettelten.

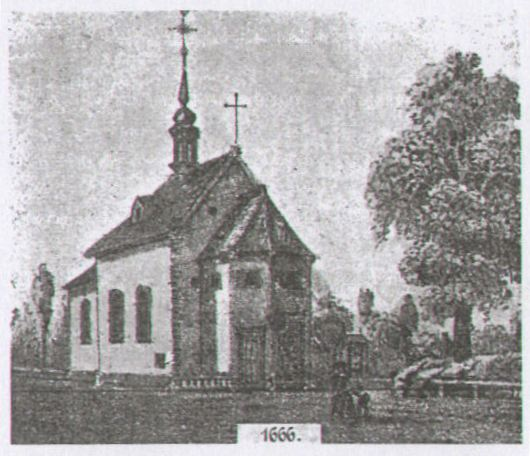
Kalker Kapelle 1666

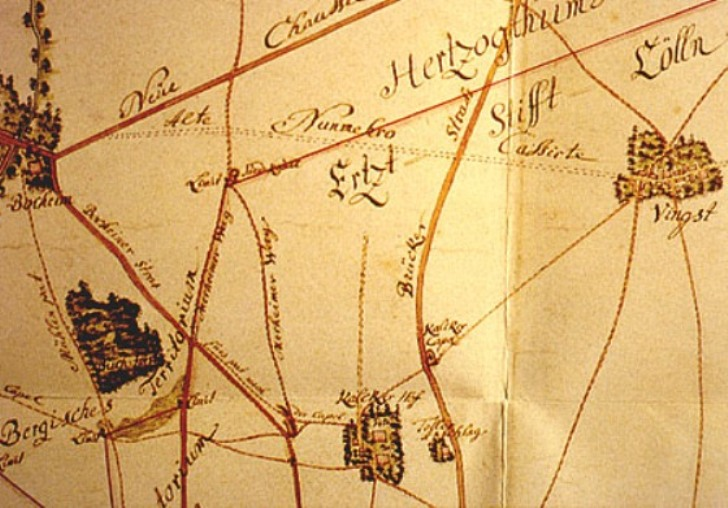
Karte von Kalk aus dem Jahre 1773

Vom Dreißigjährigen Krieg war Kalk insbesondere während des Schwedenkrieges betroffen. Aufzeichnungen des Paters Rupertus Hollwegh aus dem Jahre 1715 ist zu entnehmen, dass am 20. Dezember 1632 die schwedischen Truppen unter der Führung des kursächsischen Generals Wolf Heinrich von Baudissin, nachdem sie Deutz überfallen hatten, das Kalker Gebiet verwüsteten.
Im Jahre 1665 brach im Rheinland die Pest aus, die in den umliegenden Orten zahlreiche Opfer forderte. Da Kalk von dieser Epidemie verschont blieb, wurde als Dank für den Schutz durch das Marienbild auf Initiative des Generalvikariats und des Pastors Andreas Steprath in den Jahren 1666/1667 die Kalker Kapelle erbaut. Dem Holzbildnis der Muttergottes wurden seitdem wundertätige Heilkräfte nachgesagt und so entwickelte sich die Kapelle zur Pilgerstätte. Das Siechenhaus wurde während des Holländischen Krieges im Jahre 1672 durch Soldaten zerstört. Die Kapelle wurde, nachdem sie im Jahre 1703 durch einen Orkan zerstört worden war, im Jahre 1704 erneut aufgebaut. Zu dieser Zeit vergrößerte sich der Ort nicht weiter. Nur der Gasthof Zum vollen Anschlag wurde zur Verköstigung der Wallfahrer eröffnet. Im Jahre 1760 ließ Kurfürst und Erzbischof Clemens August eine Aufstellung aller Höfe im Amt Deutz erstellen. Aus dieser geht hervor:
„Grafliche, adelige oder Rittersitze: keine; geistliche Höff: 1, Besitzer Capitulum S. Severini; 1 Hoff gehorendt an Hackenbroch zu Köllen; gemeine Bauren-Häußer: 5; Besitzer Christian Unckel, (drei Häußer), Doktor Nuß, Neuhöffers Erben.“
Im Jahre 1784 waren die Kalker Höfe von einer Naturkatastrophe betroffen. Nachdem der Rhein ab Sankt Goar über Monate zugefroren war, führte die zuerst einsetzende Eisschmelze der Mosel dazu, dass sich durch den enormen Druck des Wassers das Eis bei Köln auf zwei bis drei Meter Höhe türmte. Daraufhin brachen die Poller Köpfe, ein Damm, der zum Hochwasserschutz von Deutz und Köln errichtet worden war. Das nachfolgende Wasser überschwemmte große Bereiche am Rande des ehemaligen Rheinarmes in Poll, Vingst und Kalk. Zwischen Stammheim und Mülheim trafen die beiden Wasserströme wieder aufeinander. Die Kalker Höfe standen nach mündlicher Überlieferung „bis ans zweite Ofentürchen“ unter Wasser. Wie viele Kalker ihr Obdach verloren oder getötet wurden, ist nicht überliefert.

### Franzosenzeit von 1789 bis 1815
Während der Franzosenzeit wurde Kalk wie auch das andere rechtsrheinische Gebiet zum Schlachtfeld der österreichischen und französischen Truppen. Nachdem die Franzosen in der Nacht vom 5. auf den 6. September 1795 den Rhein überquert hatten, wurden die Österreicher bis weit in das Bergische Land zurückgedrängt. Nach einem Gegenangriff durch Erzherzog Karl mussten die Franzosen bereits eroberte Gebiete wieder freigeben. Über drei Monate lagerte das französische Heer im Nachbarort Mülheim. In dieser Zeit wurden die Kalker Höfe oft von den französischen Soldaten geplündert und die Bewohner drangsaliert. Als die Österreicher endgültig vertrieben waren, wurde der Ort nach Zeitzeugenberichten noch mehrfach von nachrückenden Truppen geplündert.

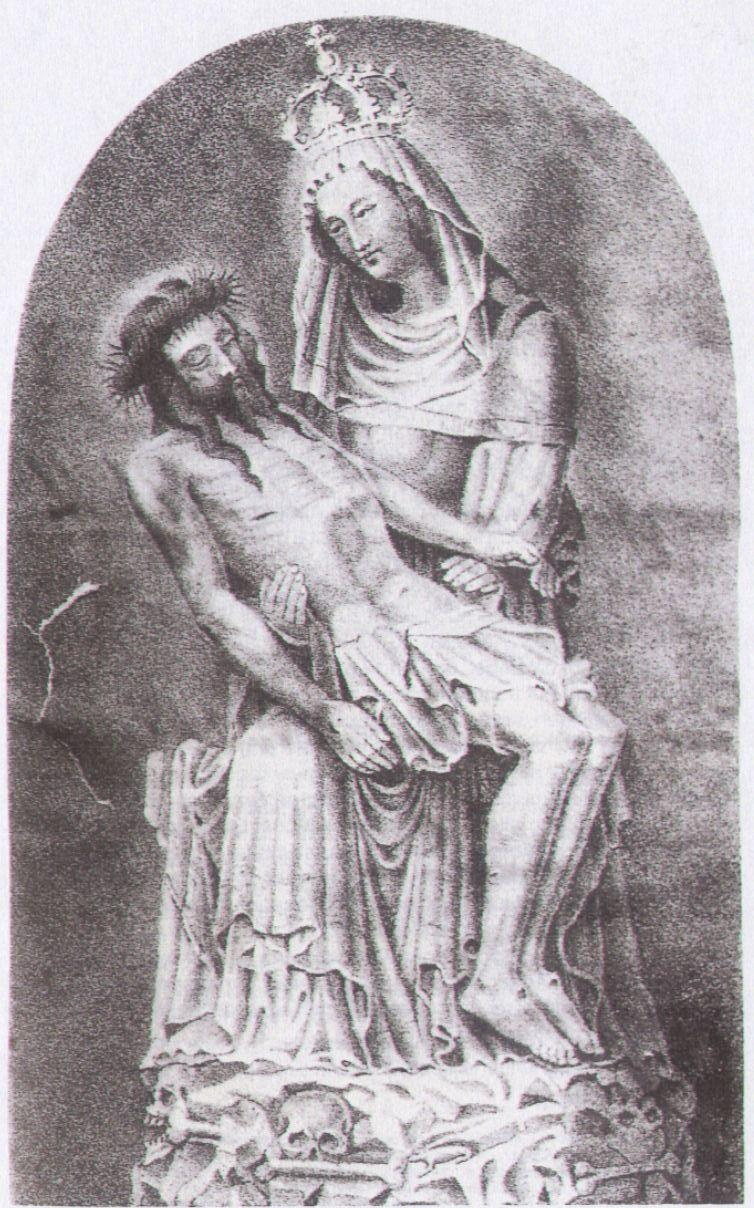
Lithographie der schmerzhaften Muttergottes

In einer alten Chronik wird berichtet, dass die Figur der schmerzhaften Muttergottes im Jahre 1813 von französischen Soldaten geraubt wurde. Die Kräfte der Soldaten sollen schon nach wenigen Kilometern an der Ortsgrenze zu Deutz nachgelassen haben. Ein Bauer namens Wiemich, der dies beobachtet hatte, soll auf Kölsch zu den Soldaten gesagt haben:
„Wenn Se nit wigger kumme, dann dunn ech mingem Drück ene Wösch mache un et wüd dat Dinge dann dohin widder zoröckbränge, wo et her kom.“
(Hochdeutsch: Wenn Sie nicht weiterkämen, würde er seiner Magd Trautchen eine Strohwulst anfertigen und auf den Kopf setzen, damit sie das Ding wieder dahin zurückbringen könnte, wo es hergekommen war.)
Die Soldaten seien auf den Vorschlag eingegangen, und Bauer Wiemich und seiner Magd sei es zu verdanken, dass die Figur der schmerzhaften Muttergottes noch heute in Kalk ist.
Nachdem Kalk fast 800 Jahre politisch zum kurkölnischen Amt Deutz gehört hatte, wurde die Verwaltung während der französischen Herrschaft im Jahre 1802 dem Herzogtum Nassau-Usingen und ab dem Jahre 1806 dem Großherzogtum Berg übertragen. Schließlich wurde Kalk im Jahre 1808 ein Teil der Mairie Deutz, die nach dem Ende der französischen Besetzung in Bürgermeisterei Deutz umbenannt wurde. Im Zuge des Reichsdeputationshauptschlusses wurden die rechtsrheinischen Besitztümer des Severinsstifts im Jahre 1803 säkularisiert. Das Eigentum an den Höfen und den dazugehörenden Ländereien wurde den damaligen Pächtern übertragen.

### Pilgerort und Naherholungsgebiet von 1815 bis 1850
Durch die private Bewirtschaftung der Höfe entfiel oftmals die Grundlage für eine regelmäßige Bezahlung der Landarbeiter. Da die Anzahl der Wallfahrer zur schmerzhaften Muttergottes stetig zunahm, bauten einige ehemalige Landarbeiter, um ihren Lebensunterhalt zu finanzieren, entlang des Pilgerweges einfache Holzverschläge und richteten dort Kaffee-, Tee- und Heißwasserausgabestellen ein. Auch bei den Familien der Kölner Kaufleute wurde Kalk aufgrund des ländlichen Charakters als Naherholungsgebiet immer beliebter. An den Wochenenden kombinierten sie das stille Gebet mit einem Picknick im Grünen. Die primitiven Wirtshäuschen genügten allerdings nicht den Ansprüchen der vornehmeren Kölner Gesellschaft, sodass bald die ersten eleganten Kaffeehäuser und Restaurants errichtet wurden. Zu einigen dieser gastronomischen Betriebe gehörten schöne Gartenanlagen, Grottenbauten, großflächige Tiergehege und Volieren, um den Stadtkindern das ländliche „Viehzeugs“ näher zu bringen. Die Einwohnerzahl erhöhte sich trotz dieser Entwicklung nur gering. Von im Jahre 1817 gezählten 59 Einwohnern erhöhte sich die Zahl im Jahre 1831 auf 63, erst als einige wohlhabende Kölner Unternehmer ihre Landsitze in Kalk erbauten, stieg diese Zahl bis zum Jahre 1843 auf 96 an.
Im Zeitraum von 1815 bis 1850 erhöhte sich die Einwohnerzahl im benachbarten Köln von 48.000 auf 100.000. Um den erhöhten Bedarf an Baumaterialien zu decken, wurden rund um das Stadtgebiet Lagerplätze für Kalk, Sand und Ziegel eingerichtet. Die Ziegel wurden meist vor Ort in kleinen Ziegeleien produziert. Zum Vortrocknen wurden die noch feuchten Ziegel in die Sonne gelegt und anschließend gebrannt. Es war für die Kalker Bauern lukrativer, ihre Felder als Rohstoff-, Trocknungs- und Lagerfläche an die Ziegeleien zu vermieten, als die Felder selbst zu bewirtschaften. Als die rege Bautätigkeit aufgrund fehlender Erweiterungsmöglichkeiten in Köln nachließ, lagen die Felder brach und wurden später als günstige Bauflächen an Kölner Unternehmer veräußert.

### Industrialisierung von 1850 bis 1867

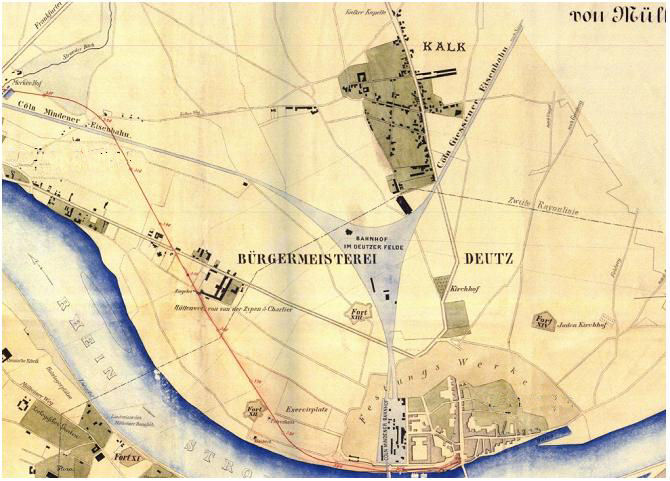
Kalk außerhalb der zweiten Rayonlinie der Kölner Stadtbefestigung

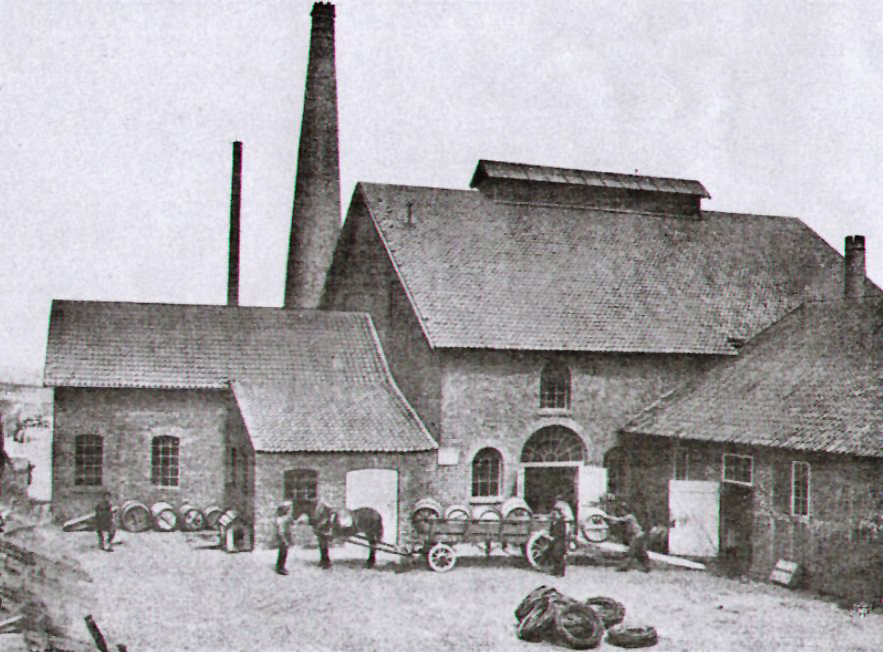
Chemische Fabrik Kalk, 1859

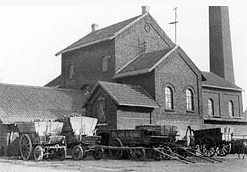
Zeche Neu-Deutz, 1858

Die Landgemeinde profitierte in der Mitte des 19. Jahrhunderts von der Nähe zur Stadt Köln, da laut den preußischen Rayonbestimmungen innerhalb der zweiten Rayonlinie keine Industrieansiedlungen erlaubt waren. Deshalb griffen die Kölner Kaufleute für ihre Fertigungsanlagen auf Standorte außerhalb dieser Linie, wie Ehrenfeld, Mülheim am Rhein und Kalk zurück. So entstanden im westlichen Teil der Kalker Hauptstraße die ersten Fabriken der Textil-, Nahrungsmittel- und metallverarbeitenden Industrie, unter anderem im Jahr 1856 die Maschinenfabrik für den Bergbau von Sievers & Co (eine Keimzelle der heutigen Deutz AG) und die 1858 von Julius Vorster und Hermann Grüneberg gegründete Chemische Fabrik Vorster & Grüneberg (die spätere Chemische Fabrik Kalk), welche Kalisalpeter herstellte. Um 1850 wurde auch eine Porzellanfabrik (Porzellanfabrik Kalk) gegründet, die bis 1900 dort bestanden hat. Damit die Gasversorgung der aufstrebenden Gemeinde sichergestellt werden konnte, wurde im Jahre 1862 ein privat betriebenes Gaswerk errichtet.
Der Bedarf an Kohle stieg im Dampfmaschinenzeitalter enorm, und es war für die Fabriken wichtig, sie kostengünstig aus dem näheren Umfeld zu erhalten. Deshalb suchte ein Konsortium in den Jahren 1854 bis 1856 rund um die Industriestandorte Mülheim und Kalk nach Kohlevorkommen. Nach mehreren erfolglosen Bohrungen wurde im Osten der Gemeinde ein Braunkohleflöz gefunden, dessen Größe einen Abbau zu rechtfertigen schien. Am 1. September 1856 wurde das Bergrecht an Wilhelm Eckardt übertragen. Die daraufhin gebildete Gewerkschaft Neu-Deutz begann nur wenig später mit dem Bau der Maschinen- und Förderanlagen. Als die Maschinen in Betrieb gingen, stellte sich heraus, dass das in den zirka 36 Meter langen Stollen eintretende Grundwasser nicht ausreichend abgepumpt werden konnte. Dies machte die Braunkohleförderung unmöglich. Nach nur zwei Jahren war einer insgesamt zweier Versuche, Braunkohle im Rheinland unter Tage abzubauen, gescheitert. Die Gebrüder Sünner kauften 1858 das Zechengelände und bauten dort die Brauerei & Brennerei Gebrüder Sünner.
Kalk gehörte bis 1857 zusammen mit den Orten Vingst und Poll zur Bürgermeisterei Deutz, deren Bürgermeister Gerhard Schaurte war. Als Deutz die Stadtrechte verliehen bekam, wurde die Bürgermeisterei geteilt. Es gab ab diesem Zeitpunkt die Stadt Deutz mit einer Verwaltung unter Bürgermeister Schaurte und die Landbürgermeisterei Deutz mit den Orten Vingst, Poll und Kalk, welche in Personalunion von der Stadtbürgermeisterei Deutz verwaltet wurde. Vom Jahre 1843 an, in dem 96 Einwohner im Ort lebten, erhöhte sich die Einwohnerzahl bis zum Jahre 1860 aufgrund der Industrialisierung auf 1800. Da die Kalker Kinder bis 1850 noch auf die Bildungseinrichtungen der benachbarten Orte Deutz und Vingst angewiesen waren, wurde in unmittelbarer Nähe der Kalker Kapelle die erste Schule errichtet.
Die Gemeinde war auch weiterhin als Naherholungsgebiet beliebt. Um den Bürgern der Stadt Köln die Anreise zu erleichtern, wurden ab Mitte der 1860er-Jahre von zwei Kaffeehaus-Besitzern zwei Pferdeomnibus-Linien betrieben. Da viele junge Fabrikarbeiter in ihrer Freizeit an Sonn- und Feiertagen nach erhöhtem Alkoholgenuss über die Stränge schlugen, wurde auf Anweisung des Bürgermeisters Schaurte in den Hinterräumen einer Gastwirtschaft an der Hauptstraße ein Arrestlokal eingerichtet.

### Landbürgermeisterei Kalk von 1867 bis 1880

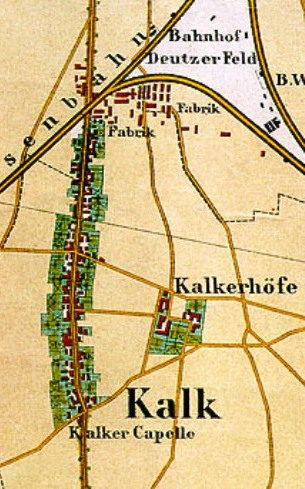
Karte um 1865

Im Jahre 1867 wurde die Landbürgermeisterei Deutz aus der bisherigen Verwaltung in Personalunion entlassen und in Landbürgermeisterei Kalk umbenannt. Der neue Bürgermeister Wilhelm Wiersberg sollte in Kalk eine Gemeindeverwaltung mit Bürgermeisteramt aufbauen und betreute neben Kalk auch die Gemeinden Poll und Vingst, die eigene ehrenamtliche Ortsvorsteher hatten. Bis zum Bau des neuen Rathauses an der Kalker Hauptstraße im Jahre 1877 war die Gemeindeverwaltung in provisorischen Räumen untergebracht.
Während des Deutsch-Französischen Krieges in den Jahren 1870/1871 wurde bei Kalk ein großes Kriegsgefangenenlager mit zahlreichen Baracken erbaut. Die Versorgung der Kriegsgefangenen wurde durch ortsansässige Bäckereien und Metzgereien sichergestellt. Für die verwundeten Soldaten und für die im Lager an Pocken und Ruhr erkrankten Gefangenen wurde auf dem Werksgelände von Vorster & Grüneberg ein Lazarett eingerichtet. Sonntags wurden in der 1866 fertiggestellten Marienkirche Gottesdienste in französischer Sprache gehalten.
Unmittelbar nach Kriegsende war es für die Kalker Fabrikanten bedeutend einfacher, an Gelder für die Erweiterung ihrer Industrieanlagen zu gelangen, denn der Bedarf an Gütern war enorm gestiegen. Dieser Boom wurde durch die Gründerkrise im Jahre 1873 gestoppt, bei der viele Banken insolvent wurden und zusätzliche Finanzierungen schwer durchzusetzen waren. Einige jüngere Industrieunternehmen mussten schließen, da die Eigentümer ihre Geldmittel in Aktien der insolventen Banken investiert hatten.
Aufgrund der Konjunkturflaute fehlten der Gemeinde Kalk erhebliche Steuereinnahmen, die einen zügigen Ausbau der Infrastruktur ermöglicht hätten. Nur die Hauptstraße und die Victoriastraße (heutige Vietorstraße) waren durch Straßenpflaster befestigt. Der restliche Teil des mittlerweile 14 Kilometer langen Straßennetzes bestand aus unbefestigten Lehmwegen. Nach stärkeren Regenfällen waren großflächige Bereiche des Ortes nicht erreichbar. Das abfließende Wasser mit dem mitgeschwemmten Unrat sammelte sich in tiefer gelegenen Mulden, da es durch den lehmigen Boden schlecht im Erdreich versickern konnte. Um diesen unhygienischen Zustand zu beseitigen, wurde 1877 eine Schlinggrube an der nicht besiedelten Ortsgrenze zu Mülheim angelegt. Diese wurde mit einem 284 Meter langen Kanal mit der tiefsten Stelle Kalks an der Ecke Mülheimer Straße/Hochstraße (heute Kalk-Mülheimer-Straße/Peter-Stühlen-Straße) verbunden. Im selben Jahr erhielt der Ort einen Anschluss an das Leitungswassersystem der Stadt Mülheim. Drei Jahre später folgte auch der Anschluss an das Mülheimer Abwassersystem.
Für eine Gemeinde mit über 9000 Einwohnern und 17 Industrieunternehmen verfügte Kalk über eine mangelhafte Brandvorsorge. Diese bestand aus einer Feuerspritze, einem Hanfschlauch, zwei Brandhacken und 30 ledernen Feuereimern. Die Gerätschaften waren an verschiedenen Lagerplätzen untergebracht, sodass eine organisierte Brandbekämpfung nicht möglich war. Bei Bränden wurden die Kalker Bürger deshalb durch die Werkfeuerwehr der Maschinenbauanstalt AG Humboldt unterstützt. Um diesen desolaten Zustand zu ändern, wurde auf Initiative von fünf Kalker Bürgern am 19. November 1877 die Freiwillige Feuerwehr Kalk gegründet. Innerhalb eines Jahres konnten durch Unternehmens- und Bürgerspenden die nötigen Gerätschaften angeschafft, ein Feuerwehrhaus erbaut sowie 30 Hydranten an das Wasserleitungssystem angeschlossen werden. Die Feuerwehrleute wurden von der Berufsfeuerwehr Köln ausgebildet.
Die Erreichbarkeit Kalks verbesserte sich mit der Eröffnung des Rheinischen Bahnhofs am 1. Oktober 1875, der von der Rheinischen Eisenbahngesellschaft betrieben wurde. Nach der Verstaatlichung der Eisenbahngesellschaft wurde der Personenbahnhof in Kalk-Nord umbenannt. Am 20. Mai 1877 wurde durch die belgische Firma Ernst Hardt & Co die Pferdebahnlinie von Deutz nach Kalk eingerichtet, gleichzeitig wurde der Pferdeomnibusbetrieb eingestellt.

### Die Stadt Kalk von 1881 bis 1910

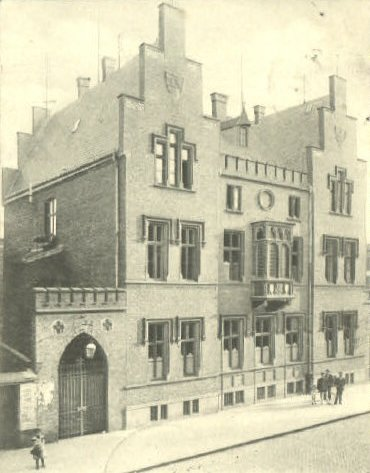
Rathaus, 1901

Wappen der Stadt Kalk

Im Jahre 1881 wurden Kalk aufgrund der erreichten Größe die Stadtrechte nach der Rheinischen Städteordnung verliehen. Im Jahre 1882 übernahm Aloys Thumb von Bernhard Harling das Bürgermeisteramt, welches dieser seit dem Tode Wilhelm Wiersbergs im Jahre 1880 kommissarisch übernommen hatte. Die neugegliederte Landbürgermeisterei Kalk mit den Orten Vingst und Poll wurde in Personalunion durch den Kalker Bürgermeister und seine Stadtverwaltung mitbetreut. Nachdem die Gemeinde Poll im Jahre 1888 zusammen mit der Stadt Deutz nach Köln eingemeindet worden war, konnte die verbliebene Gemeinde Vingst verwaltungsmäßig in die Stadtbürgermeisterei integriert werden, daher löste Bürgermeister Thumb die Landbürgermeisterei Kalk auf. In den Folgejahren versuchte Thumb mehrfach die selbständige Gemeinde Vingst einzugemeinden, was aber am Widerstand der Vingster Bürger scheiterte. Deshalb wurde Vingst im Jahre 1900 aus der Stadtbürgermeisterei ausgegliedert und musste eine selbständige Bürgermeisterei mit eigener Verwaltung gründen. Im selben Jahr starb Bürgermeister Thumb. Sein Nachfolger wurde Max Albermann, der bis zur Eingemeindung in die Stadt Köln Bürgermeister blieb.

#### Wappen der Stadt Kalk
Da die Stadt Kalk über kein historisches Ortswappen oder Ortssiegel verfügte, welches die Verwaltung als Stadtwappen hätte nutzen können, beschloss der Stadtrat am 1. März 1882 die Bildung einer Kommission für den Entwurf eines Wappens. Grundlage für die Gestaltung des Wappens war, im Schildhaupt auf blauem Grund die Wallfahrtskapelle darzustellen und im silbernen Schildfuß Symbole der Industrie zu zeigen. Die Kommission beauftragte keinen namhaften Heraldiker mit dem Entwurf, denn die acht vorgelegten Zeichnungen entsprachen alle nicht den Grundsätzen der Wappengestaltung. Nachdem der Stadtrat sich für einen Entwurf entschieden hatte, legte Bürgermeister Thumb diesen dem zuständigen Landrat des Kreises Köln zur Genehmigung vor. Auf dem üblichen Dienstweg gelangte der Entwurf zum Königlich Preußischen Heroldsamt in Berlin. Das Heroldsamt erklärte sich im Wesentlichen damit einverstanden, hatte aber einige Korrekturvorschläge und ließ das Wappen deshalb im eigenen Haus neu zeichnen. Für die Farbgebung wurde festgelegt: oberes Feld in Kobaltblau mit dunkelblauen Schattierungen. Das Mauerwerk der Kapelle ist weiß, die Tür- und Fensteröffnungen sowie die Schlagschatten sind durch dunklere Schraffierungen dargestellt. Die Dächer sind in einem Schieferton gehalten, das Kreuz und die Wetterfahne sind vergoldet. Zahnrad, Amboss, Hammer und Fäustel sind schwarz, die Hammerstiele und der Ambossklotz holzfarben in Terra di Siena abgetönt. Die Mauerkrone mit fünf Kronen ist hellziegelrot mit Schattierungen in sepiabraun. Wilhelm I. verlieh der Stadt Kalk am 20. Juli 1883 in seiner Eigenschaft als König von Preußen das Wappen.

#### Städtebau und Infrastruktur
Eine der Hauptaufgaben der Stadtverwaltung war neben dem Ausbau der technischen Infrastruktur der Aufbau einer funktionierenden sozialen Infrastruktur, denn zeitgleich mit der Stadtwerdung war das Konjunkturtief überstanden, infolgedessen strömten zahlreiche arbeitssuchende Menschen aus ländlichen Gebieten in die Stadt. Nicht alle fanden Arbeit, und so nahm die Verelendung in der Bevölkerung zu. Finanziell wurde die Stadt durch die Kirchen und die ansässigen Industrieunternehmen, insbesondere von der Maschinenbauanstalt AG Humboldt und der Chemischen Fabrik Kalk unterstützt.

##### Krankenpflege

St.-Joseph-Hospital, 1896

Evangelisches Krankenhaus, 1905

Bereits seit 1864 wurde von mehreren Franziskanerschwestern eine häusliche Krankenpflege durchgeführt, fünf Jahre später wurden in einem angemieteten Wohnhaus an der Paradiesstraße (heutige Hollweghstraße) einige Krankenzimmer zur stationären Betreuung eingerichtet. Die Nonnen betreuten außerdem die Kranken in einem städtischen Pflegehaus an der Hochstraße (heutige Kapitelstraße). Als der letzte Kalker Landwirt Engels, dessen Tochter eine Franziskanerschwester war, ein großes Grundstück in der Paradiesstraße stiftete, wurde 1883 das durch die katholische Pfarre und die Stadt finanzierte katholische St.-Joseph-Hospital mit 60 Betten erbaut. Im Jahre 1896 wurde das Krankenhaus auf eine Kapazität von 200 Patienten ausgebaut. Auch die evangelische Gemeinde unter Pastor Vietors Leitung plante seit den 1880er-Jahren einen Krankenhausbau, der aber an der Finanzierung scheiterte. Erst als die CFK umfassende Geldmittel zur Verfügung stellte, konnte der Bau des evangelischen Krankenhauses mit 56 Betten im Jahre 1904 realisiert werden.

##### Armenfürsorge
Da es im 19. Jahrhundert noch keinerlei staatliche Hilfe gab, waren die Armen auf Spenden wohlhabender Bürger, fürsorglichen Arbeitgebern, Kirchengemeinden und andere Gruppierungen angewiesen. Schon im Jahre 1874 wurde ein Armen-Unterstützungs-Verein gegründet, der eine Pfennigsparkasse verwaltete. Diese war eine Art Selbsthilfe-Sozialkasse, in welche die Armen selbst Pfennige einzahlen konnten, um im Gegenzug in Notlagen Geld zu erhalten. Von diesen Geldern und zusätzlichen Spenden wurde beispielsweise die Schulmilch bedürftiger Kinder bezahlt. Ab dem Jahre 1885 organisierte der Verein in den Herbstferien so genannte Milch-Kuren für arme Kinder. Bis zu 300 Kinder erhielten morgens einen halben Liter Milch und ein großes Brötchen. Anschließend wurden unter der Aufsicht von Lehrern lange Spaziergänge durchgeführt. Jährlich entsandte der Verein eine Anzahl skrofulöser Kinder zur Kur nach Bad Kreuznach.
Für die öffentlich geförderte Armenunterstützung wurde auf Anregung des Vorsitzenden des Unterstützungsvereins Dr. Reipen das Elberfelder System angewendet, das ausschließlich von ehrenamtlichen Helfern begleitet wurde, um Verwaltungskosten zu sparen. Das Stadtgebiet wurde dabei in Armenbezirke aufgeteilt, die jeweils von mehreren Armenhelfern betreut wurden. Die Bedürftigen wurden mit einem Formular erfasst, in dem sie ihre persönlichen Verhältnisse, die Anzahl der zu unterstützenden Personen sowie den Grund ihrer Armut angeben mussten. Mit diesen Angaben war eine gerechte Verteilung der Fürsorgegelder durch die zuständigen Armenbezirksvorsteher gewährleistet. Die Zuschüsse wurden jeweils für 14 Tage gewährt – danach wurde die Bedürftigkeit erneut überprüft. Zusätzlich wurde eine medizinische Grundversorgung der Bedürftigen sichergestellt. Das System wurde mit privaten Spenden und einem von der Stadt jährlich neu festgelegtem, den Gegebenheiten angepassten Zuschuss finanziert.

Armenküche an der Hochstraße, 1905

Progymnasium Paradiesstraße, 1902

Volksschule Bismarckstraße, 1905

Kaiserliches Postamt, 1900

Kronprinzen-Kaserne, 1902

Städtischer Schlachthof, 1900

Als zusätzliche soziale Einrichtung richtete die Firma Humboldt 1886 eine Suppenanstalt für die verarmten Bürger ein. Dort war es möglich, gegen einen geringen Geldbetrag eine Mahlzeit zu erhalten. Diese Suppenanstalt wurde im Jahr 1904 durch eine von der Stadt finanzierte Armenküche ersetzt. Andere Unternehmen kauften im Winter mehrere Waggonladungen Kohle und verteilten diese an Bedürftige. Die katholische Gemeinde errichtete das katholische Waisenhaus Maria Hilf mit einer Aufnahmekapazität von 120 Kindern. Evangelische Waisen wurden in Nachbarorten untergebracht.

##### Bildungswesen
Die Stadt Kalk hatte große Schwierigkeiten, die Aufnahmekapazitäten der sechs Volksschulen (fünf katholische und eine evangelische) an das ständig ansteigende Schüleraufkommen anzupassen. Sobald die preußische Regelklassengröße für Volksschulen von rund 80 Schülern erreicht wurde, erweiterte die Stadtverwaltung die bestehenden Schulen durch Anbauten oder Nebengebäude. Während des Folgeschuljahres erhöhte sich die durchschnittliche Schülerzahl je Klasse durch neuzugezogene Kinder auf über 100 und ein erneuter Ausbau wurde erforderlich. Die Schulen wurden bis 1895 im Vierklassensystem geführt, bei dem jeweils zwei Schuljahre in einer Klasse unterrichtet wurden. Mit der Anordnung eines Siebenklassensystems durch die königlich-preußische Regierung konnten die Klassengrößen zwar deutlich reduziert werden, da nur noch das 7. und 8. Schuljahr gemeinsam unterrichtet wurden, aber für die gleiche Anzahl an Schülern wurden fast doppelt so viele Klassenräume benötigt. Erst mit dem Bau zweier direkt nebeneinander liegenden Volksschulen an der Bismarckstraße (heutige Hauptschulen Falckensteinstraße und Albermannstraße) in den Jahren 1902 und 1906 waren ausreichende Räumlichkeiten für die Kalker Volksschüler vorhanden. Neben den Volksschulen wurde zu Ostern 1896 ein Progymnasium für Jungen eröffnet, welches auch eine Realabteilung besaß. Zwei Jahre später wurde auch eine Höhere Mädchenschule angesiedelt.
Nachdem 1884 mehrere Industrielle der Stadt Kalk 1700 Bücher gestiftet hatten, wurde die erste Volksbücherei des Rheinlands in von der Firma Humboldt zur Verfügung gestellten Räumen eröffnet und von vier Kalker Lehrern betreut. Im Jahre 1898 wurde unter Leitung von Rektor Heinrich Bützler eine Fortbildungsschule eingerichtet, die mit der heutigen Berufsschule vergleichbar war. War die Teilnahme in den Anfangsjahren noch freiwillig, wurde ab dem Schuljahr 1904 durch den Stadtrat eine Schulpflicht für Kalker Lehrlinge angeordnet. Die Schulklassen waren nach Berufssparten gegliedert. Zur Bekämpfung des Bildungsdefizits bei Kindern mit Lernbehinderung wurde auf Initiative Heinrich Welschs, einem Verwalter der Kalker Volksbibliothek, die Hilfsschule an der Paradiesstraße gegründet. Lehrer Welsch wurde Direktor der Schule. Aufgrund seines sozialen Engagements wurde ihm mit dem Lied „En d’r Kayjass Nummero Null“ ein musikalisches Denkmal gesetzt. Das Lied wurde zwei Jahre nach seinem Tod im Jahre 1937 erstmals veröffentlicht und zählt noch heute zu den Kölner Karnevalsevergreens.

##### Öffentliche Einrichtungen und Verkehr
Im Jahre 1882 beschloss der Kalker Stadtrat erstmals einen Bebauungsplan für das Stadtgebiet, damit ein strukturierter Aufbau gewährleistet werden konnte. Vorher wurden die Gebäude nach freiem Ermessen an bestehenden Flurwegen und Straßen gebaut. Die einzige geordnete Bebauung war bis zu diesem Zeitpunkt die durch die Cöln-Mindener Eisenbahn-Gesellschaft errichtete Eisenbahnerkolonie im Nordosten des Stadtteils. Dort wurden jeweils vier Wohngebäude mit gleichen Grundstücksgrößen zu einem Block zusammengefasst. Die 20 Wohnblocks wurden durch befestigte Straßen voneinander getrennt. Nach dem Ratsbeschluss wurden alle bestehende Straßen erschlossen und gepflastert und neue angelegt. Die Erben des Landwirts Trimborn verkauften im Jahre 1888 eine großzügige Landfläche westlich der Rolshover Straße an die Stadt Kalk. Neben zahlreichen Gründerzeithäusern wurde an der Corneliusstraße (heutige Robertstraße) in den Jahren 1889/1890 das Kaiserliche Postamt im neugotischen Baustil errichtet. Auf dem Vorplatz der Post wurde ein kleiner Park angelegt, in dem 1908 zum fünfzigjährigen Jubiläum der CFK das Denkmal des Arbeiters der Chemischen Fabrik Kalk errichtet wurde.
Um neben der Industrie ein weiteres wirtschaftliches Standbein zu erhalten, bemühte sich die Stadt Kalk darum, Garnisonsstandort zu werden. Nach schwierigen Verhandlungen mit der preußischen Regierung wurde an der Kaiserstraße (heutige Eythstraße) in den Jahren 1894 bis 1896 die Kronprinzen-Kaserne erbaut. In dem Kasernenkomplex wurden zwei Bataillone des 5. Westfälischen Infanterie-Regiments Nr. 53 stationiert. Gleichzeitig wurde das Gebiet zwischen Kaserne und Hauptstraße mit einer anspruchsvollen Wohnbebauung versehen, vornehmlich für Offiziere und höhere Beamte.
Die hygienischen Zustände in den ortsansässigen Fleischereien wurden schon im Jahre 1883 vom Stadtrat als schlecht bewertet, deshalb wurde eine Kommission mit Planungen für den Bau eines städtischen Schlachthofes beauftragt. An der Mülheimer Straße kaufte die Stadt noch im selben Jahr ein Grundstück für dieses Bauvorhaben. Die Planungen wurden anscheinend sehr detailliert ausgeführt, denn erst im Jahre 1897 wurde mit dem Bau des Städtischen Schlachthofes begonnen. Am 4. Mai 1898 wurde die Schlachtanstalt feierlich eröffnet. Da die Stadtverwaltung vermutete, dass das in den Sommermonaten des Jahres 1906 aufgetretene hohe Säuglingssterben auf mindere Milchqualität zurückzuführen war, wurde zur kontrollierten Abgabe hygienischer einwandfreier Milch auf dem Gelände des Schlachthofs eine Säuglingsmilchanstalt eingerichtet. Im Sommer des folgenden Jahres stellte sich heraus, dass die minderwertige Milch nicht allein die Ursache der hohen Säuglingssterberate war, denn diese erhöhte sich im Vergleich zum Vorjahr. Erst mit einem umfangreichen Beratungsangebot zur Säuglingspflege und einer Prämie für stillende Mütter konnte die Sterberate erheblich gesenkt werden. Musste die Milch der Säuglingsmilchanstalt anfänglich noch in verschiedenen Ausgabestellen abgeholt werden, wurde sie ab dem Jahre 1908 kostenfrei an die Abnehmer geliefert.
Am 1. April 1900 kaufte die Stadt von den Erben des Ingenieurs Otto Kellner das Kalker Gaswerk.
Nach umfangreichen Modernisierungsmaßnahmen konnte die Gasproduktion des Werkes binnen weniger Jahre um 40 Prozent auf über 1.400.000 Kubikmeter gesteigert werden. Trotz der Erweiterung konnte der Bedarf der Stadt ab dem Jahre 1905 nicht mehr gedeckt werden, sodass ein Anschluss an das Gasleitungsnetz der Stadt Köln notwendig wurde. Über diesen Anschluss konnte zusätzliches Kokereigas angesaugt werden, welches für den Bedarfsfall in einem Gasometer gespeichert wurde.

Vorne links der Bahnhof Kalk-Süd um 1900

Pferdebahn vor der Kalker Kapelle vor 1902

Hauptstraße, kurz vor Eröffnung der Brücker Vorortbahn, 1905

Da die Stadt seit 1886 mit Kalk-Süd über einen zweiten Personenbahnhof verfügte und der Güterverkehr per Eisenbahn um die Jahrhundertwende sehr stark zunahm, entschloss sich die Preußische Staatseisenbahn, den alten Personenbahnhof Kalk-Nord stillzulegen und an gleicher Stelle den Rangier- und Güterbahnhof Kalk-Nord zu bauen. Dieser wurde erhöht auf einer Aufschüttung über der Fläche von 3,2 Quadratkilometern errichtet. Am Südteil des Güterbahnhofs wurde zeitgleich ein großes Bahnbetriebswerk gebaut. Das Bahnbetriebswerk Kalk-Nord verfügte neben den üblichen Betriebswerk-Ausstattungsmerkmalen über einen 32-ständigen Lokschuppen, der über zwei Drehscheiben erreicht werden konnte. Der Bahnhof und das Betriebswerk (anfänglich noch Betriebswerkstatt genannt) wurden 1910 ihrer Bestimmung übergeben.
Die Stadt Köln übernahm im Jahre 1900 den Pferdebahnbetrieb von Deutz nach Kalk. Umgehend wurde mit der Elektrifizierung sowie der Verlängerung der Strecke bis zum Kölner Heumarkt begonnen, sodass im Jahre 1902 die erste elektrische Kleinbahn die Kalker Hauptstraße erreichte. Diese Strecke wurde im Jahre 1904 bis zum Königsforst verlängert, zusätzlich wurde im Jahre 1906 eine Strecke nach Brück in Betrieb genommen.
Als die Kapazität des 1857 angelegten Gemeinschaftsfriedhofes Kalk/Vingst an der Kirchstraße (heute Kapellenstraße) nicht mehr ausreichte, wurde der Stadt im Jahre 1900 von Brauereibesitzer Joseph Bardenheuer ein Grundstück im benachbarten Merheim zur Anlage eines neuen Friedhofs gestiftet. Als Bürgermeister Aloys Thumb am 3. November 1900 starb, wurde er auf dem neuen Areal beerdigt. Die offizielle Eröffnung des Kalker Friedhofs erfolgte zu Ehren des in der Bevölkerung sehr beliebten Bürgermeisters an seinem fünften Todestag, dem 3. November 1904. Die Inschrift des Grabsteins des Bürgermeisters lautet: „Unserem Bürgermeister Thumb – die dankende Stadt Kalk“.

#### Eingemeindung nach Köln
Schon im Jahre 1888, als Deutz und Poll eingemeindet wurden, waren seitens der Stadt Köln mit Kalk Verhandlungen über eine eventuelle Eingemeindung geführt worden, jedoch ohne Erfolg. Seitdem wurde dieses Thema mehrmals in der Kölner Bürgerschaft angesprochen, es wurden aber keine weiteren Schritte veranlasst, obwohl sich 50 Prozent des Kalker Stadtgebietes im Besitz Kölner Bürger befanden. Erst als die Stadt Mülheim am Rhein im Jahre 1908 Verhandlungen über eine Eingemeindung nach Köln angeregt hatte, wurde im Rat der Stadt Köln zur Prüfung dieser Angelegenheit eine Kommission gebildet. Unter der Voraussetzung, dass Kalk und Vingst auch an einer Eingemeindung interessiert wären, sollte die Kommission diese Prüfung ausdehnen. Mit Beschluss vom 10. April 1908 stimmte der Stadtrat Kalk der Prüfung zu und trat in die Verhandlung ein. Nach einem Jahr lag dem Stadtrat am 1. Mai 1909 ein Vertragsentwurf vor, dem am 10. Mai 1909 mehrheitlich zugestimmt wurde. Unter den 17 Paragraphen des Vertrags war der folgende für die Kalker Bürger äußerst wichtig:
- „die Steuerpflichtigen des Stadtgebietes Kalk zahlen bis zum 31. Mai 1925 als Gemeindezuschlag zur Einkommensteuer einen Höchstsatz von 134 %“ (Vergleich Köln im Jahre 1909: 155 %, Mülheim am Rhein: 190 %)

Ferner waren der Bau einer öffentlichen Badeanstalt zwischen Deutz und Köln bis zum Jahre 1913, die Anlage eines Promenadenweges nach Gremberg, der Bau von Spielplätzen und die Erhaltung des Schlachthofes von Kalk bis zum 1. April 1917 im Vertrag aufgeführt; weiter verpflichtete sich die Stadt Köln, jährlich 30.000 Mark für Straßenbauarbeiten aufzuwenden. Die städtischen Beamten Kalks mussten in den Dienst der Stadt Köln übernommen werden und die bessere Besoldung nach Kölner Ordnung erhalten.
Zum Zeitpunkt der Aufgabe der Stadtrechte am 1. April 1910 waren in Kalk 33 Industrieunternehmen angesiedelt, und es lebten 27.700 Einwohner im Ort. Damit war Kalk eine der größten und wohlhabendsten Industriestädte im gesamten Lande Preußen.
Da die Pflegekapazität des Evangelischen Krankenhauses bereits im Jahre 1911 nicht mehr ausreichte, finanzierten die Hermann-Grüneberg-Stiftung und die Julius-Vorster-Stiftung den Ausbau des Ostflügels auf 200 Betten. Als Pflegepersonal wurden Diakonissen aus Kaiserswerth eingesetzt.

### Vom Ersten Weltkrieg bis zur Weltwirtschaftskrise
Mit Beginn des Ersten Weltkriegs stellten viele der ansässigen Industriebetriebe ihre Produktion auf kriegsrelevante Güter um. Die wehrtauglichen Männer wurden eingezogen, was zu einem Personalmangel in den Fabriken führte. An den Arbeitsplätzen wurden zunehmend Frauen eingesetzt, die für die gleiche Arbeitsleistung nur 60 Prozent des vergleichbaren Männerlohns erhielten. Hatte die Bevölkerung zu Anfang des Krieges gehofft, dass dieser Krieg ähnlich dem Deutsch-Französischen Krieg 1870/1871 nach kurzer Zeit siegreich beendet sein würde, stellte sich dieses schon 1915 als Trugschluss heraus. Der extrem hohe Bedarf an Kriegsmaterial führte zu einem akuten Rohstoffmangel. Viele Firmen mussten deshalb ihre Produktpalette reduzieren oder komplett umstellen. Die Sensenfabrik Wippermann fertigte anstelle von Messern, Sicheln und Sensen nun Geschosshülsen, die Chemische Fabrik Kalk produzierte Munition und entwickelte Sprengstoffe und in der Maschinenbauanstalt Humboldt wurde die Fertigung auf Lokomotiven und Geschosspressen beschränkt. Andere Fabriken mussten aufgrund des Rohstoffmangels gänzlich stillgelegt werden. Auch in der Lebensmittelversorgung kam es zu Engpässen, sodass viele Grundnahrungsmittel rationiert werden mussten. Um einer Hungersnot vorzubeugen, wurden im gesamten Stadtteil fahrbare Stadtküchen, so genannte Gulaschkanonen aufgestellt, damit die Bevölkerung zumindest einmal täglich einen warmen Eintopf erhielt. Der Unmut der Arbeiterinnen über die schlechtere Bezahlung, die wenige Freizeit und die mangelhafte Lebensmittelversorgung führte im Mai 1917 zu ersten Streiks in den Fabriken. Im Juni schlossen sich die Straßenbahnerinnen und die Munitionsarbeiterinnen der CFK an. Als sich am 6. Juli noch über 12.000 Arbeiterinnen der Metallindustrie aus Kalk und Deutz beteiligten, lenkten die Arbeitgeber ein und erfüllten die Forderungen.
Während des Ersten Weltkrieges starben fast 3800 Soldaten des Westfälischen Infanterie-Regiments Nr. 53, das in der Kalker Kronprinzen-Kaserne beheimatet war. Nach Kriegsende wurde die Kaserne von der englischen Besatzungsmacht genutzt. Die wirtschaftlich stark geschwächte Industrie versuchte trotz des immer noch bestehenden Rohstoffmangels die Produktion wieder auf Zivilgüter umzustellen, was sich als sehr schwierig herausstellte. Heimkehrende ehemalige Kriegsgefangene fanden deshalb nur schwer eine neue Anstellung. Viele Menschen hatten ihre Ersparnisse während des Krieges als Kriegsanleihe investiert, da sie darauf hofften, dass sie nach einem erfolgreichen Verlauf des Krieges eine hohe Rendite erhalten würden, doch durch die Niederlage verloren sie alles.
In den Jahren 1922/1923 war die Inflation infolge der kriegsbedingten Staatsverschuldung so hoch, dass immer mehr Menschen ihre Arbeitsstelle verloren. Es kam im November 1922 zunächst in Kalk zu Demonstrationen, später auch in den Stadtteilen Deutz und Ehrenfeld sowie in der Kölner Innenstadt. Diese Demonstrationen eskalierten in die Kölner Hungerunruhen, bei denen es zu Plünderungen von Geschäften und zu blutigen Gefechten mit der Polizei kam. Mit der 1923 eingeführten Rentenmark und deren Ablösung durch die Reichsmark entspannte sich die Lage, und die Wirtschaft erholte sich allmählich. Die Einführung neuer Produktionsmethoden, beispielsweise der Fließbandarbeit, war ebenfalls förderlich für die Entwicklung einiger Kalker Firmen. Die Arbeitszeit der Arbeitnehmer wurde 1923 wieder auf zehn Stunden täglich erhöht, dadurch verringerte sich die Anzahl der Arbeitslosen nur unwesentlich. Einige Kalker Unternehmen schlossen sich den Wirtschaftsyndikaten an, wie beispielsweise der I.G. Farben. Durch die dort getroffenen Produktions- und Preisabsprachen profitierten diese Firmen, andere nichtorganisierte Kalker Unternehmen mussten mangels Konkurrenzfähigkeit ihre Pforten für immer schließen. Nach der im Jahre 1929 eingetretenen Weltwirtschaftskrise wurden abermals viele Kalker Bürger arbeitslos. Rund die Hälfte der arbeitsfähigen Bevölkerung verdiente ihr Geld in dieser Zeit als Tagelöhner oder war ganz ohne Arbeit.
Die Kalker Hauptstraße entwickelte sich zu dieser Zeit allmählich zur Wohn- und Geschäftsstraße, da viele der dort vorher ansässigen Industriebetriebe in Konkurs gegangen waren oder ihre Produktionsstätten aufgrund mangelnder Erweiterungsflächen in andere Stadtteile verlagert hatten. Am Ende des Jahrzehnts eröffnete auf dem ehemaligen Fabrikgelände der Kalker Trieurfabrik Mayer & Cie an der Kalker Hauptstraße das erste Warenhaus des Stadtteils – das Kaufhaus Leonhard Tietz (heute Kaufhof AG).

### Zeit des Nationalsozialismus
Die NSDAP fand in einigen Wohnvierteln, so zum Beispiel in der Eisenbahnersiedlung, rasch Anklang und war entsprechend gut organisiert. In den traditionell „roten“ Arbeitervierteln, wie beispielsweise zwischen der Kalk-Mülheimer Straße und der Vietorstraße, fand die Partei keinen Rückhalt. Die regelmäßig zur Provokation durch das Viertel ziehenden Nazi-Gruppen wurden von Anwohnern mit Pflastersteinen beworfen. Organisierter Widerstand, wie beispielsweise von den Edelweißpiraten in Ehrenfeld, entwickelte sich in Kalk allerdings nicht.
Zahlreiche Bürger wurden aufgrund ihres Glaubens, ihrer Herkunft, ihrer politischen Gesinnung oder ihrer Homosexualität drangsaliert, in Konzentrationslager deportiert und ermordet. Ein Beispiel dafür ist das Schicksal der sechsköpfigen jüdischen Familie Katz, aus der die Eltern Jakob und Berta sowie die Geschwister Bernhard und Amalie in Konzentrationslager verbracht wurden und dort den Tod fanden. Ein weiterer Sohn namens Max arbeitete im Büro der Chemischen Fabrik Kalk. Er wurde in den Düngerkeller der Fabrik zwangsversetzt. Infolge der gesundheitsgefährdenden Arbeiten erkrankte er an Leber- und Magenkrebs und starb im Jahre 1941. Nur die Tochter Johanna Katz überlebte, da sie von ihrem nicht-jüdischen Ehemann bis zum Kriegsende versteckt wurde. Als mahnende Erinnerung wurde die Geschwister-Katz-Straße nach der Familie benannt. Der Künstler Gunter Demnig verlegte drei Stolpersteine als Erinnerung an die Familie vor dem ehemaligen Wohnhaus an der Remscheider Straße 67. Insgesamt wurden rund 200 Kalker Bürger in der NS-Zeit getötet, beziehungsweise wurden für tot erklärt, da ihr Schicksal nicht geklärt werden konnte.
In der eisenverarbeitenden Industrie wurden in der Vorkriegszeit wieder vermehrt Rüstungsgüter produziert. Wichtigster Betrieb war das 1938 fusionierte Werk Klöckner-Humboldt-Deutz (KHD), in dem Lokomotiven sowie Motoren für U-Boote und Panzer produziert wurden. Durch den 1939 ausgebrochenen Zweiten Weltkrieg, der für viele Berufstätige den Einsatz an der Front bedeutete, herrschte erneut Personalmangel in den Fabriken. Diesmal wurde dieser nicht nur durch den Einsatz von Frauen kompensiert, sondern zusätzlich mit Zwangsarbeitern aus den besetzten Gebieten. KHD forderte schon im Mai 1940 Zwangsarbeiter an, die für die kriegswichtige Produktion eingesetzt wurden. In den Fabriken Kalks waren bis zu 1500 Zwangsarbeiter überwiegend polnischer Herkunft im Einsatz. Diese wurden zusammen mit vielen anderen Zwangsarbeitern, die vorwiegend bei der Reichsbahn arbeiten mussten, in 17 Baracken-Lagern untergebracht. Die Belegkapazität der Kalker Zwangsarbeiterlager lag bei 3200 Personen.
Im Jahre 1940 wurden die Wallfahrten zur Kalker Kapelle verboten. Die Kapelle wurde am 8. August 1941 durch eine Fliegerbombe zerstört, nur die Marienfigur blieb erhalten. Bedingt durch die örtliche Kriegsindustrie sowie die exponierte Lage an zwei Bahnstrecken war Kalk eines der Hauptziele der britischen und amerikanischen Bomber in der Region. Insgesamt wurden 20 Bombenangriffe auf den Stadtteil durchgeführt, bei denen 90 Prozent der Industrieanlagen und Zivilgebäude stark beschädigt oder vollständig zerstört wurden. Den schlimmsten Bombenangriff, bei dem auch große Teile des KHD-Werkes zerstört wurden, erlebte Kalk in der Nacht vom 3. auf den 4. Juli 1943. Die Zivilbevölkerung wurde zum Schutz vor weiteren Bombenangriffen in ländliche Gebiete evakuiert, sodass bei Kriegsende nur noch zirka 300 Menschen in Kalk lebten. Das Evangelische Krankenhaus wurde im Oktober 1944 nahezu vollständig zerstört. In Attendorn mietete der Krankenhausvorstand bis 1946 ein Convict als Ausweichkrankenhaus an.

### Nachkriegszeit

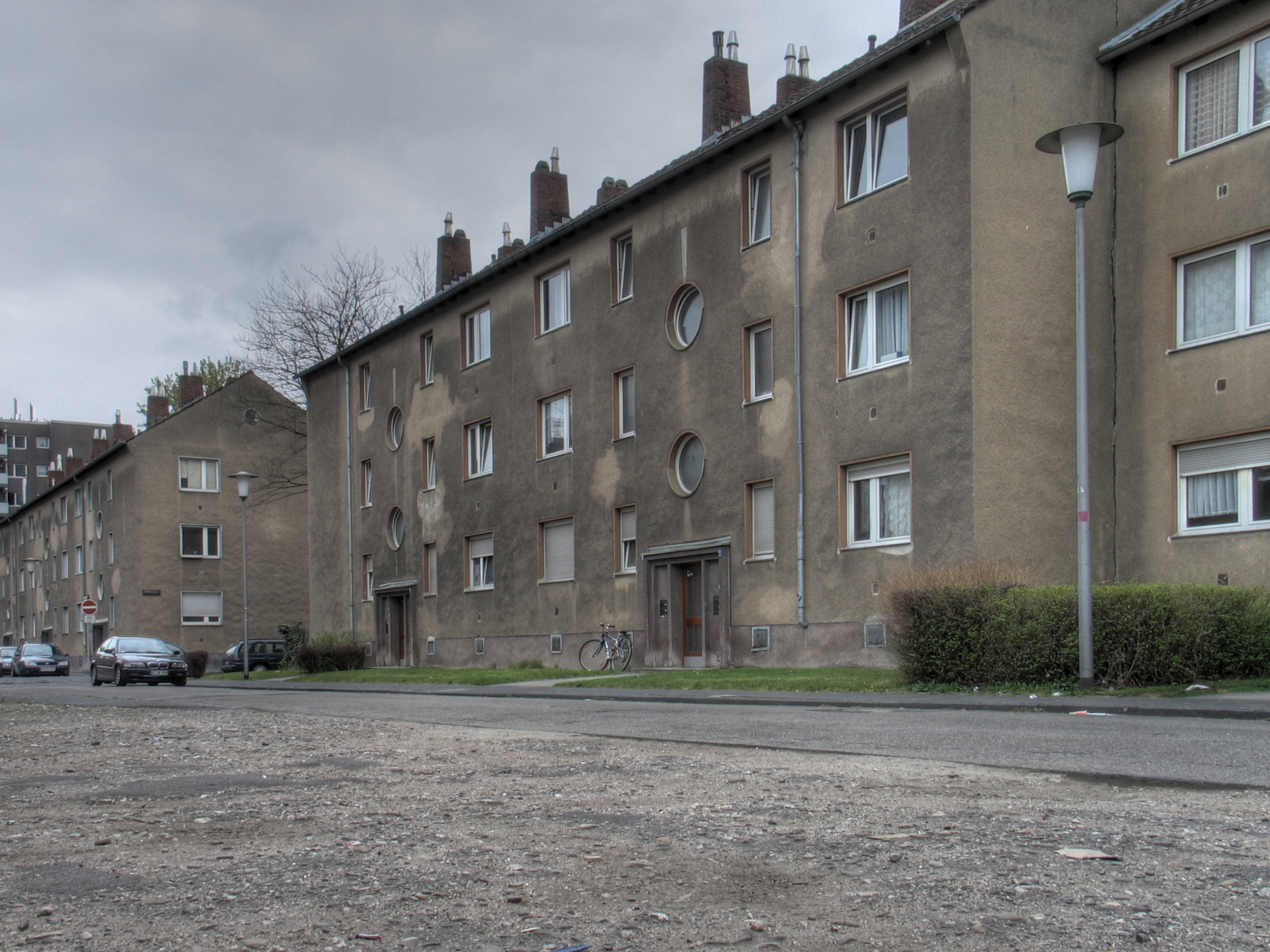
Siedlungshäuser an der Steinmetzstraße, 2007

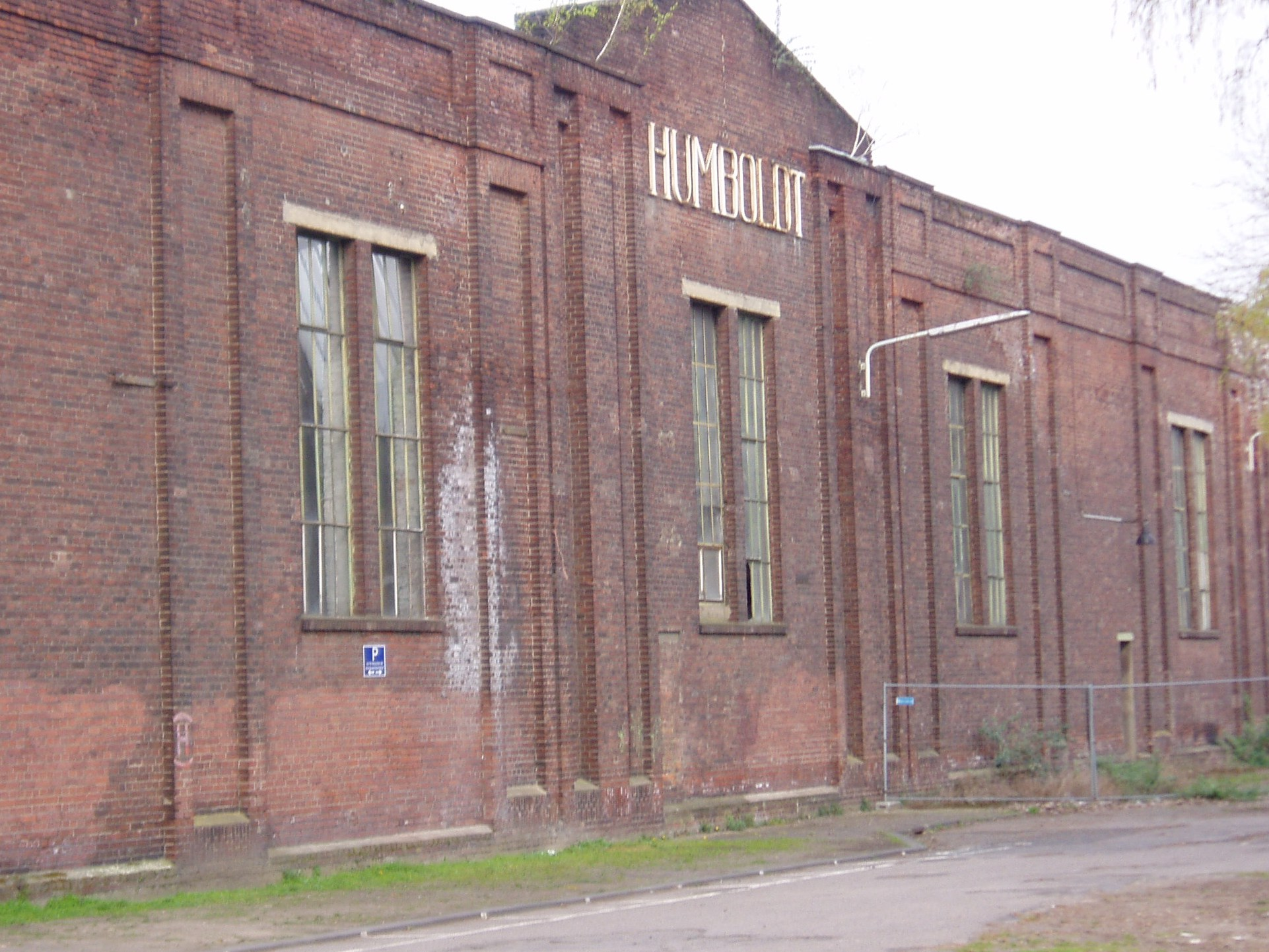
Ehemalige Fabrikationshalle KHD

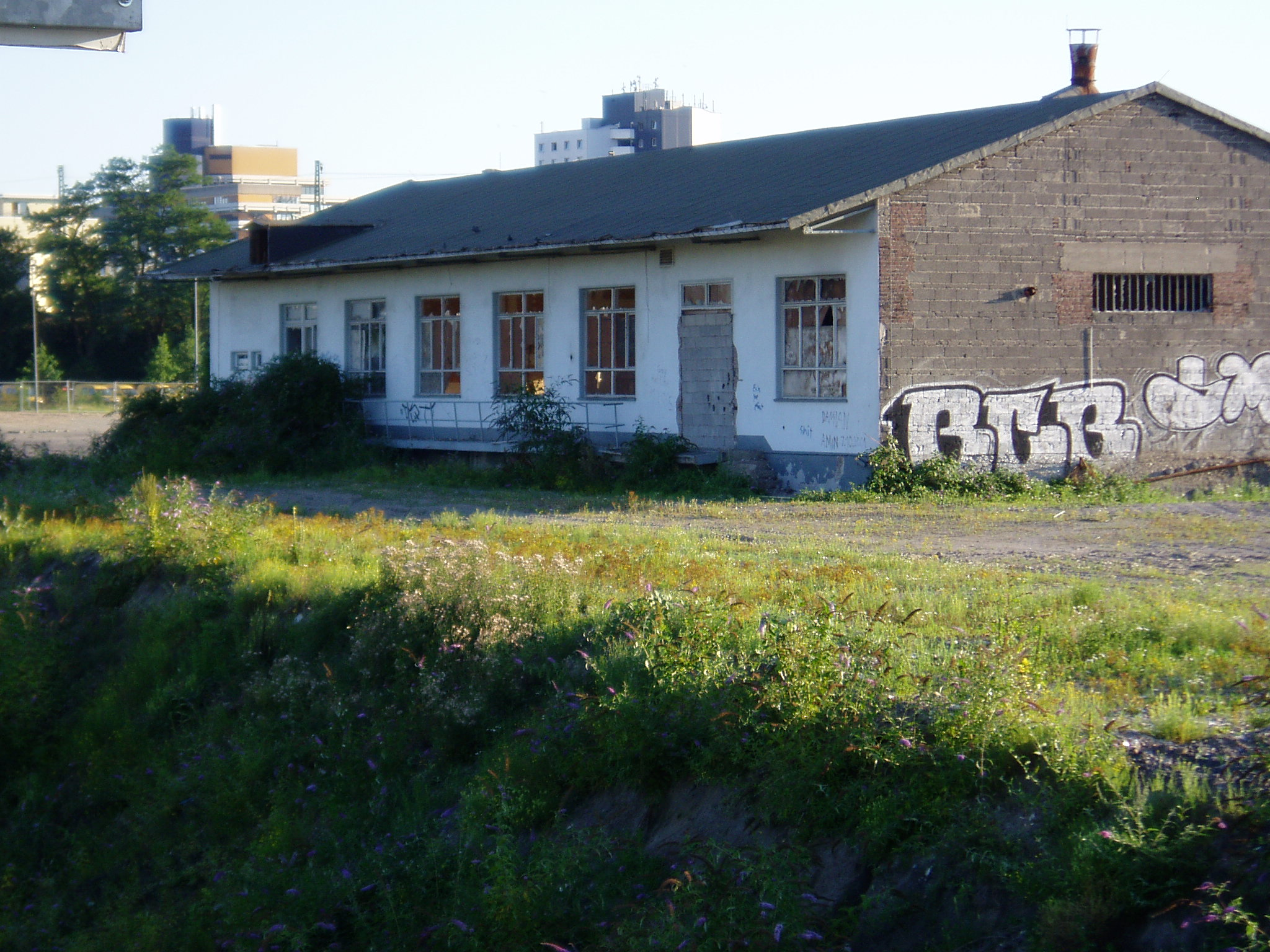
Das letzte Gebäude der CFK im Jahr 2007, inzwischen abgerissen

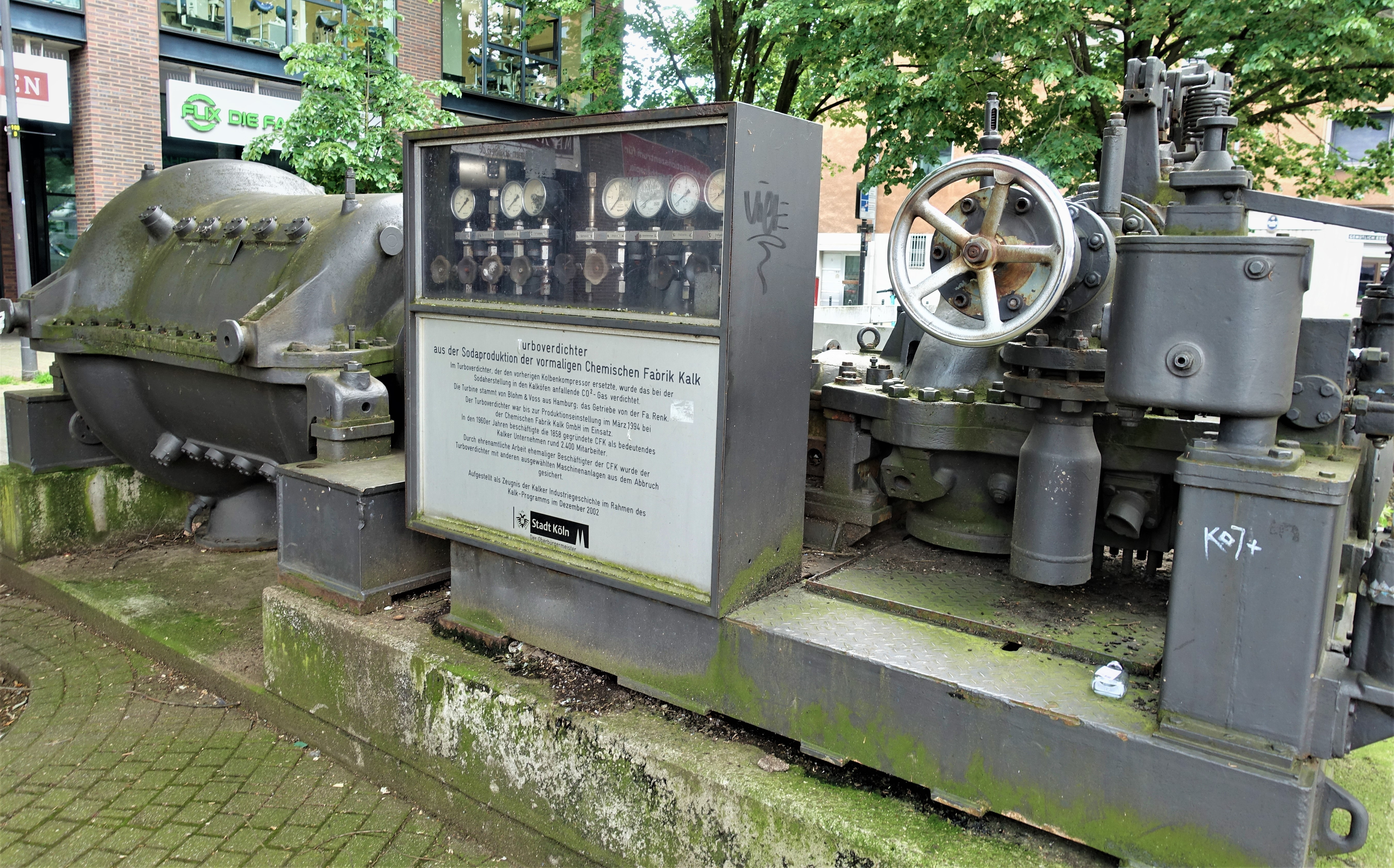
Turboverdichter der ehemaligen Chemischen Fabrik Kalk im öffentlichen Raum

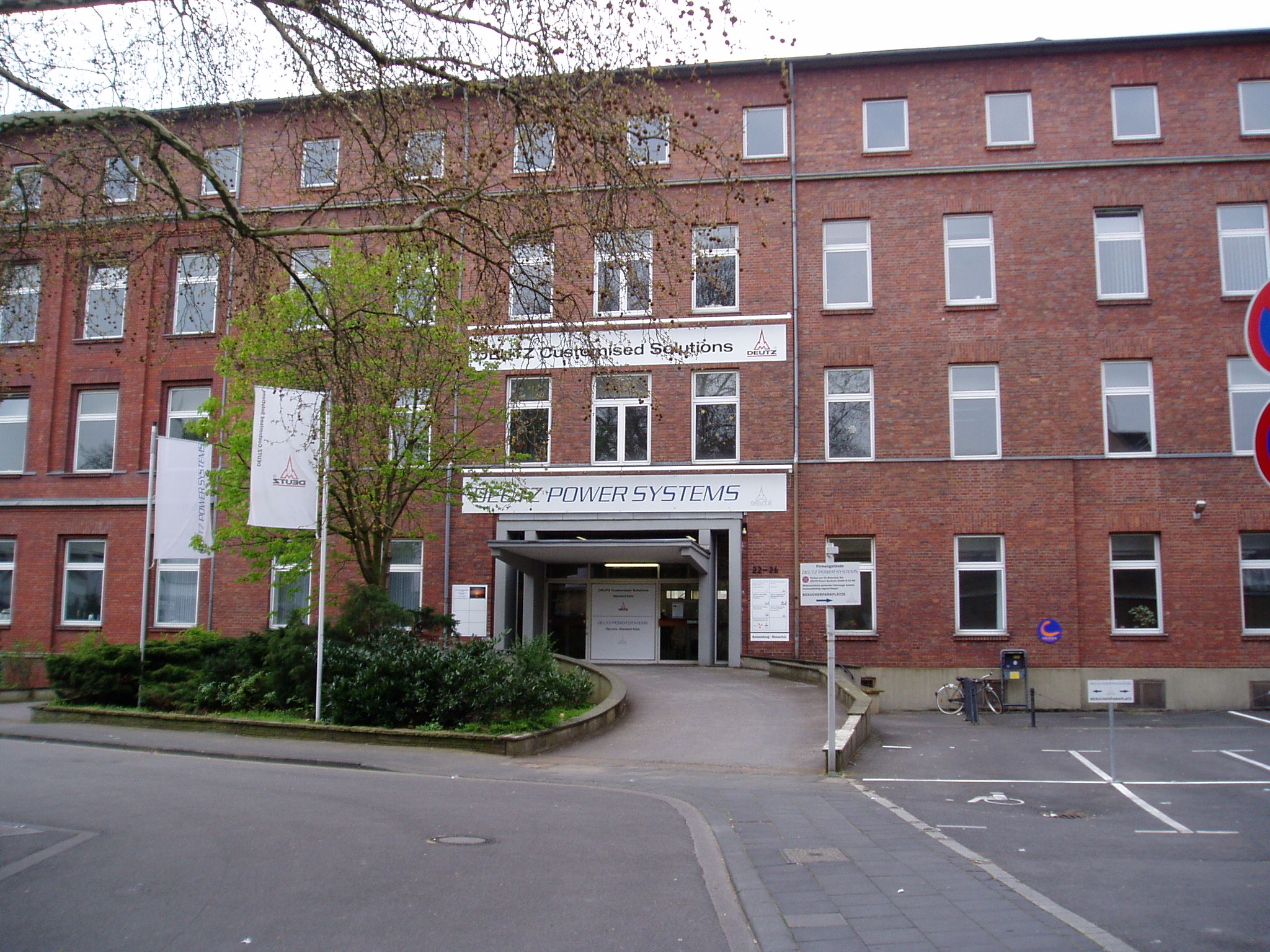
Gebäude des ehemaligen Katholischen Krankenhauses im Jahr 2007, inzwischen abgerissen

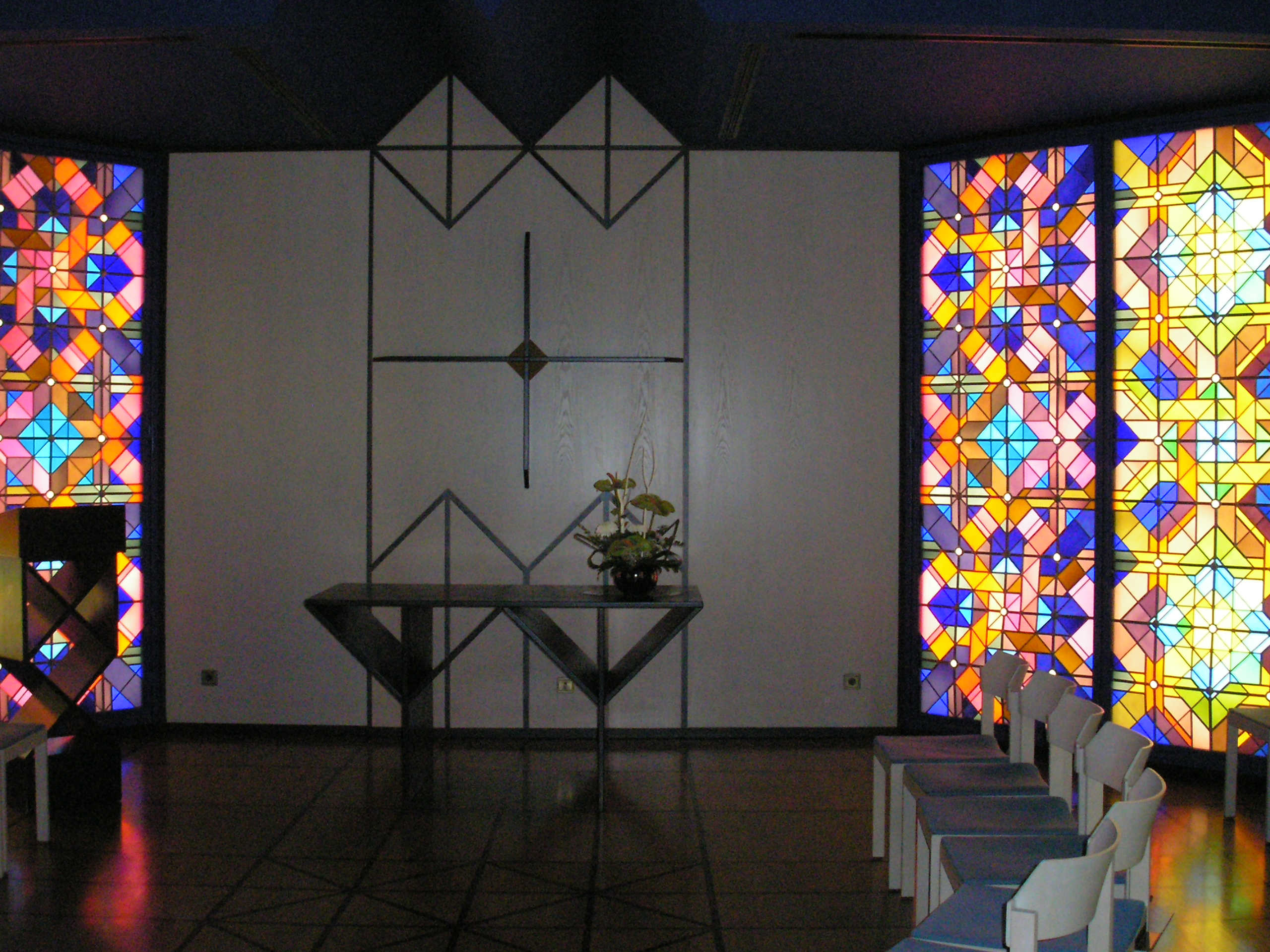
Evangelisches Krankenhaus, Kapelle, 2008

Kurz nach Kriegsende kehrten 1945 die ersten Bewohner, zumeist Frauen mit ihren Kindern, in das stark zerstörte Kalk zurück. Die so genannten Trümmerfrauen enttrümmerten mit Unterstützung der schon heimgekehrten Männer den Stadtteil. Mit provisorisch errichteten Trümmerbahnen wurden die Schuttmassen in den rechtsrheinischen Grüngürtel abtransportiert. Durch die Aufschüttung entstanden dort Trümmerberge, wie zum Beispiel der Vingster Berg. Nach der Wiederinbetriebnahme der ersten Industrieanlagen ging es wirtschaftlich allmählich aufwärts. Die Fabriken waren zunächst führungslos, da ihre Besitzer oft als Wehrwirtschaftsführer verhaftet worden oder untergetaucht waren. Betriebs- oder Ortsausschüsse übernahmen die Leitung und sorgten dafür, dass die Grundversorgung des Stadtteils sichergestellt wurde. 1946 nahm auf dem Gelände des ehemaligen Fliegerhorstes Köln-Ostheim ein Betriebsteil der städtischen Krankenanstalten den Dienst auf.
Als die meisten Kriegsgefangenen wieder in ihre Heimat Kalk zurückgekehrt waren, kam der Wiederaufbau schneller in Gang. Allerdings wurde, im Gegensatz zu den Vorkriegsjahren, fast ausschließlich die metallverarbeitende und chemische Industrie in Kalk ansässig. Um die steigende Nachfrage zu befriedigen, wurden in den Fabriken sehr viele Arbeitskräfte benötigt. Als Wohnraum für die Arbeiter wurden bombenbeschädigte Häuser schnellstens wieder aufgebaut. Dabei wurde oftmals auf die Wiederherstellung der teilweise aufwendigen Vorkriegs-Fassaden verzichtet. Als Ersatz für komplett zerstörte Bauten wurden Häuser in Schlichtbauweise errichtet. Im Gegensatz zu den benachbarten Stadtteilen wurden in Kalk nach dem Krieg mangels großflächiger Bauplätze keine neuen Wohnsiedlungen gebaut. Nur die schon vor dem Krieg bestehende Siedlung zwischen Steinmetzstraße und Remscheider Straße wurde um einige Wohnblocks erweitert.
Um das geänderte Konsum- und Freizeitverhalten der Bevölkerung in Zeiten des Wirtschaftswunders zu befriedigen, eröffneten verschiedene neue Geschäfte, Gastwirtschaften sowie mehrere Kinos im Ort. Anfang der 1960er-Jahre kamen die ersten Gastarbeiter nach Kalk, da es, bedingt durch die Vollbeschäftigung, nicht mehr genügend deutsche Arbeitskräfte gab. Durch die Anzahl der verfügbaren Arbeitsplätze und die günstigen Mietpreise entwickelte sich Kalk zu einem Stadtteil mit einem hohen Migrantenanteil.

### Die 1970er- und 1980er-Jahre
Die einsetzende Rezession in den 1970er-Jahren hatte für die Kalker Industrie und deren Arbeiter schwerwiegende Auswirkungen. Es stellte sich heraus, dass die Konzentration auf nur zwei Industriezweige für den Ort nicht förderlich war. Zuerst wurde seitens der Industrie versucht, die Ertragslage durch Optimierung der Produktionsabläufe zu verbessern. Als dies nicht gelang, kam es zu ersten Rationalisierungswellen und veraltete Produktionsstätten wurden stillgelegt. Seit 1978 führte der immer massiver werdende Kostendruck zur Schließung ganzer Fabriken:
- 1978 schloss die Metallgießerei Peter Stühlen ihre Produktionsstätte
- 1979 wurde die Stahlbaufirma Albert Liesegang geschlossen.
- 1983 meldete die Akkumulatoren-Fabrik Gottfried Hagen im benachbarten Humboldt/Gremberg Konkurs an.
- 1983 begann die Klöckner Humboldt Deutz AG mit einem Kostensenkungsprojekt, bei dem insgesamt 3400 Arbeitsplätze abgebaut werden sollten. Im Zuge dieser Maßnahme wurde die Produktion von Traktoren 1996 in das bayerische Lauingen verlegt.
- 1993: Nachdem diverse Personalabbauprojekte dazu geführt hatten, dass nur noch 680 der ursprünglich 2400 Beschäftigten bei der Chemischen Fabrik Kalk arbeiteten, wurde das Werk, das sich mittlerweile im Besitz der BASF befand, endgültig geschlossen.

Damit waren die größten Industrieanlagen vom Kalker Boden verschwunden. Zusätzlich wurde vielen von den großen Firmen abhängigen Zulieferbetrieben die Existenzgrundlage entzogen. Insgesamt verloren über 8500 Menschen ihre Arbeitsstelle.
In dieser Zeit sanken durch die steigende Arbeitslosigkeit die Umsätze des Kalker Einzelhandels. Weiter umsatzmindernd war der Mitte der 1970er-Jahre begonnene Bau der U-Bahn. Die Schächte wurden nicht, wie heute üblich, mit Tunnelbohrmaschinen durchgeführt, sondern oberirdisch abgetragen. Dadurch war die Kalker Hauptstraße jahrelang eine Großbaustelle und für die potenziellen Kunden der Geschäfte sehr unattraktiv, woraufhin viele Geschäfte endgültig schlossen. Beim U-Bahn-Bau gab es größere Probleme, weil genau wie beim 120 Jahre zuvor gescheiterten Untertage-Kohleabbau Grundwasser in die Baugruben drang. Deshalb musste der Tunnel zusätzlich abgedichtet werden. Nach der Fertigstellung der Tunnelstrecke im August 1980 wurde die Hauptstraße anstatt vierspurig nur noch zweispurig geführt, dadurch konnten die Bürgersteige verbreitert werden, was sich als vorteilhaft für die angrenzenden Geschäfte darstellte.
Im Jahre 1979 wurde der Neubautrakt des evangelischen Krankenhauses an der Buchforststraße eröffnet. Gleichzeitig wurde das veraltete katholische St.-Joseph-Krankenhaus geschlossen. Der Altbautrakt des evangelischen Krankenhauses wurde 1989 durch einen weiteren Neubau ersetzt. Das Großkrankenhaus hat sechs Hauptabteilungen (Innere Medizin, Geriatrie, Chirurgie, Frauenklinik, Anästhesie und Radiologie) sowie eine große Notaufnahme. Andere Bereiche werden durch Belegärzte abgedeckt. Innerhalb des Krankenhauses wurde eine ökumenische Kapelle eingerichtet. Im Jahre 1983 wurde der Betrieb im neu gebauten Zentralgebäude des Krankenhauses Köln-Merheim aufgenommen, das sich in den folgenden Jahren zu einem Haus der überregionalen Maximalversorgung entwickeln sollte.
Seit dem Abriss der großen Güterabfertigungshalle im Jahre 1986 wurde Kalk-Nord, der zeitweilig größte Güterbahnhof Westdeutschlands, zum reinen Rangierbahnhof mit Ablaufberg. Der Personenbahnhof Kalk wurde 1991 im Zuge des Ausbaus der S-Bahn Rhein-Ruhr stillgelegt, abgerissen und durch den moderneren und zentraleren Haltepunkt Trimbornstraße ersetzt.

### Gegenwart

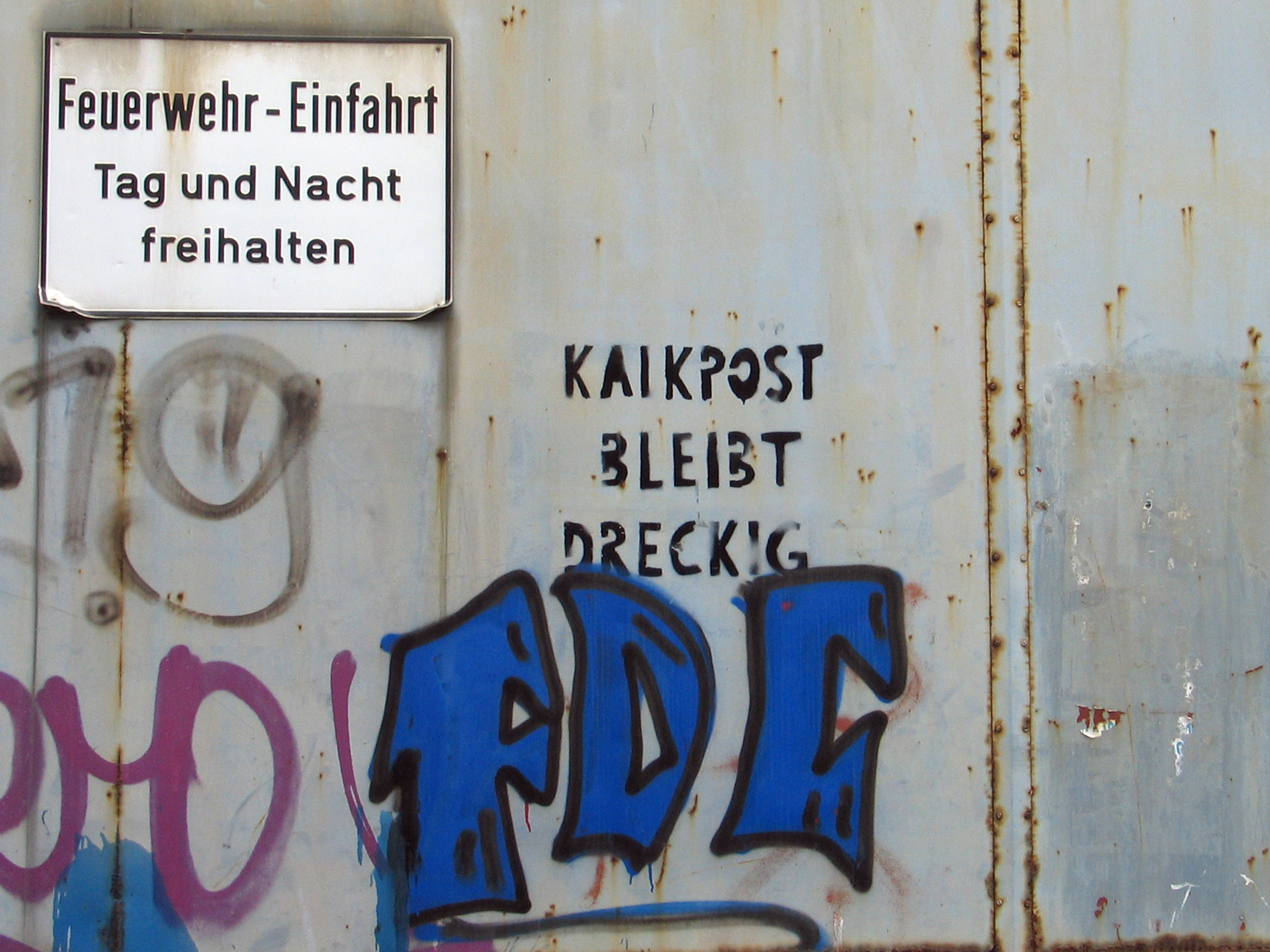
Graffiti „Kalkpost bleibt dreckig“

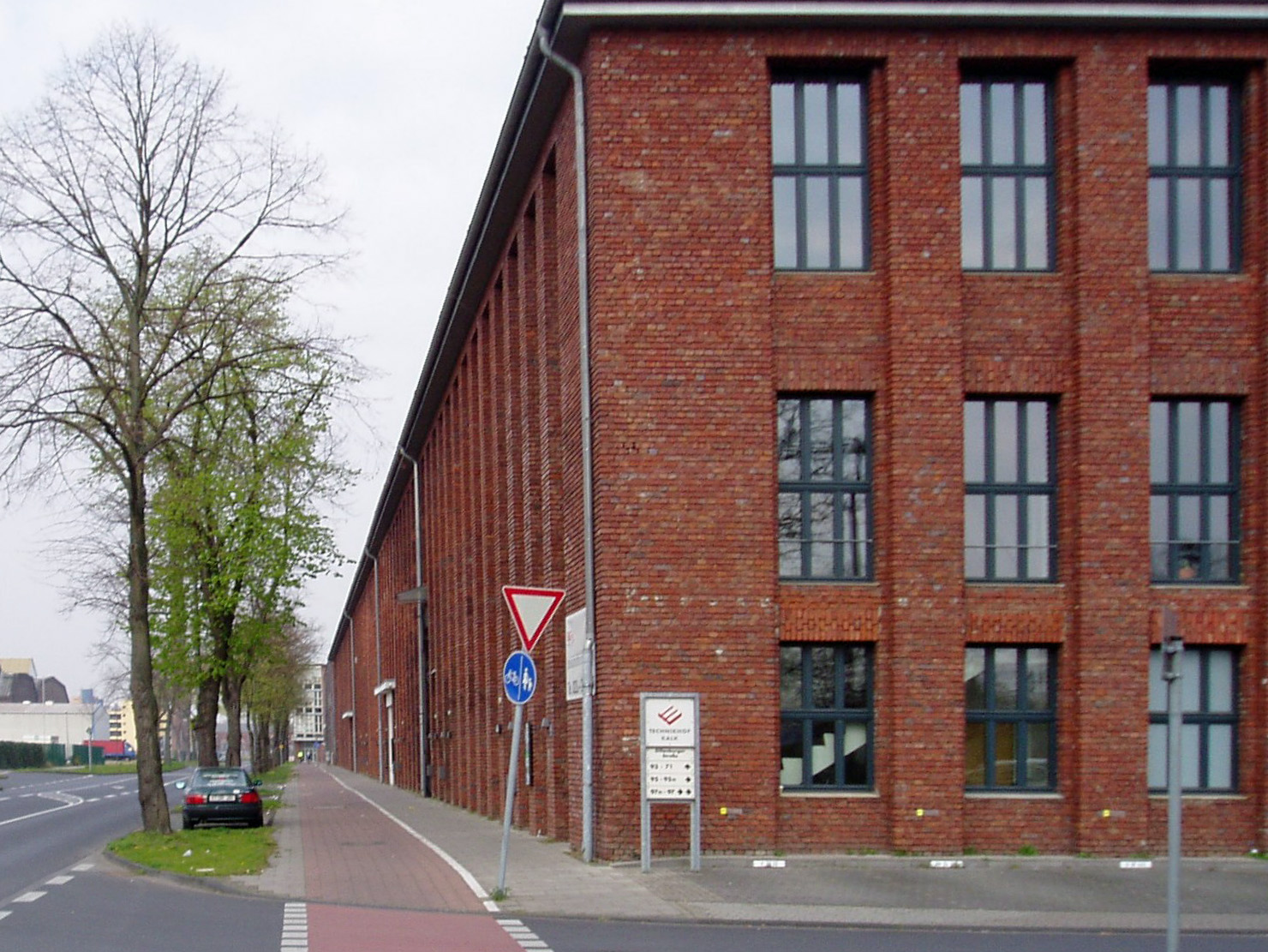
Technikhof Kalk, ehemaliges Verwaltungsgebäude KHD

Mit finanzieller Förderung im Rahmen des Modellprojektes zum Sozialkulturellen Stadtteilmanagement des Landes Nordrhein-Westfalen wurden Maßnahmen wie die Einrichtung zusätzlicher Bildungsangebote für die Bürger, Freizeiteinrichtungen für Jugendliche, Beratungsstellen für Langzeitarbeitslose sowie betreute Drogencafés für Abhängige unterstützt. Mit der Initiative Schäl Sick ist schick der Stadt Köln wird versucht, kleine und mittelständische Gewerbebetriebe in Kalk anzusiedeln, um neue Arbeitsplätze vor Ort zu schaffen. Maßnahmen zur Sanierung und Verbesserung der Infrastruktur sowie neue Ansiedlungen von Behörden und Unternehmen gelten als erste Erfolge auf dem Weg zur Aufwertung und Umwandlung des Stadtteils.
Durch die Revitalisierung vieler Gründerzeitbauten, diverse Neubauten und Begrünung vieler Straßen und Hinterhöfe wurde die Wohnqualität im Stadtteil deutlich gesteigert. Von manchen geschlossenen Fabriken waren nur noch die unter Denkmalschutz gestellten Schornsteine übriggeblieben. Das fast 40 Hektar große Gelände der ehemaligen Chemischen Fabrik Kalk (CFK) musste komplett saniert werden. Zur Entgiftung wurde fast das gesamte Erdreich abgetragen, da dieses stark mit chemischen Substanzen wie beispielsweise Schwefel und Schwermetallen verseucht war. Nachdem das Gelände Anfang 2001 endgültig gift- und gebäudefrei war, wurde das Terrain mit einer neuen Straßenstruktur sowie mit einem direkten Anschluss an die Zoobrücke ausgestattet. Das großflächige Areal der Klöckner-Humboldt-Deutz-Werke musste nicht in großem Umfang saniert werden. Denkmalgeschützte Werkshallen und Bürogebäude wurden neu vermietet. Die Flächen der abgerissenen Teile des Werkes stehen neuen Investoren als gewerbliche Grundstücke oder zur Errichtung von Wohngebäuden zur Verfügung. Die ehemalige Werksstraße wurde zur Umgehungsstraße für das Stadtteilzentrum an der Kalker Hauptstraße ausgebaut.
Kalk zählt zu den Stadtteilen mit besonderem Entwicklungsbedarf und wurde im Sozialbericht 2004 als aufsteigender Stadtteil bezeichnet.
Seit 2006 setzt sich eine private Immobilien- und Standortgemeinschaft für die Kalker Hauptstraße als attraktiven Einkaufs-, Freizeit- und Wohnort ein.

## Bevölkerung

### Bevölkerungsstruktur und Einwohnerentwicklung

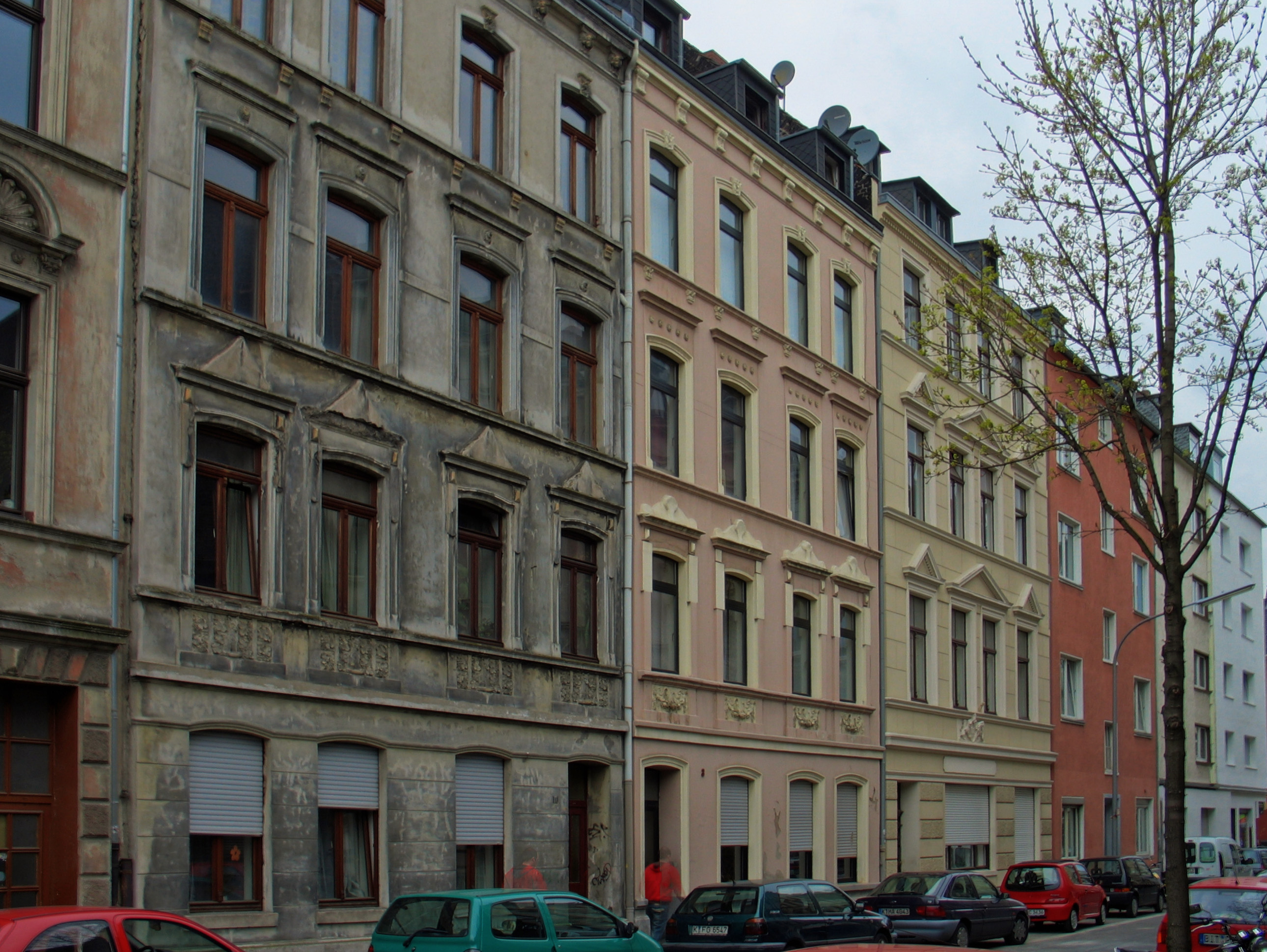
Wohnhäuser in der Robertstraße

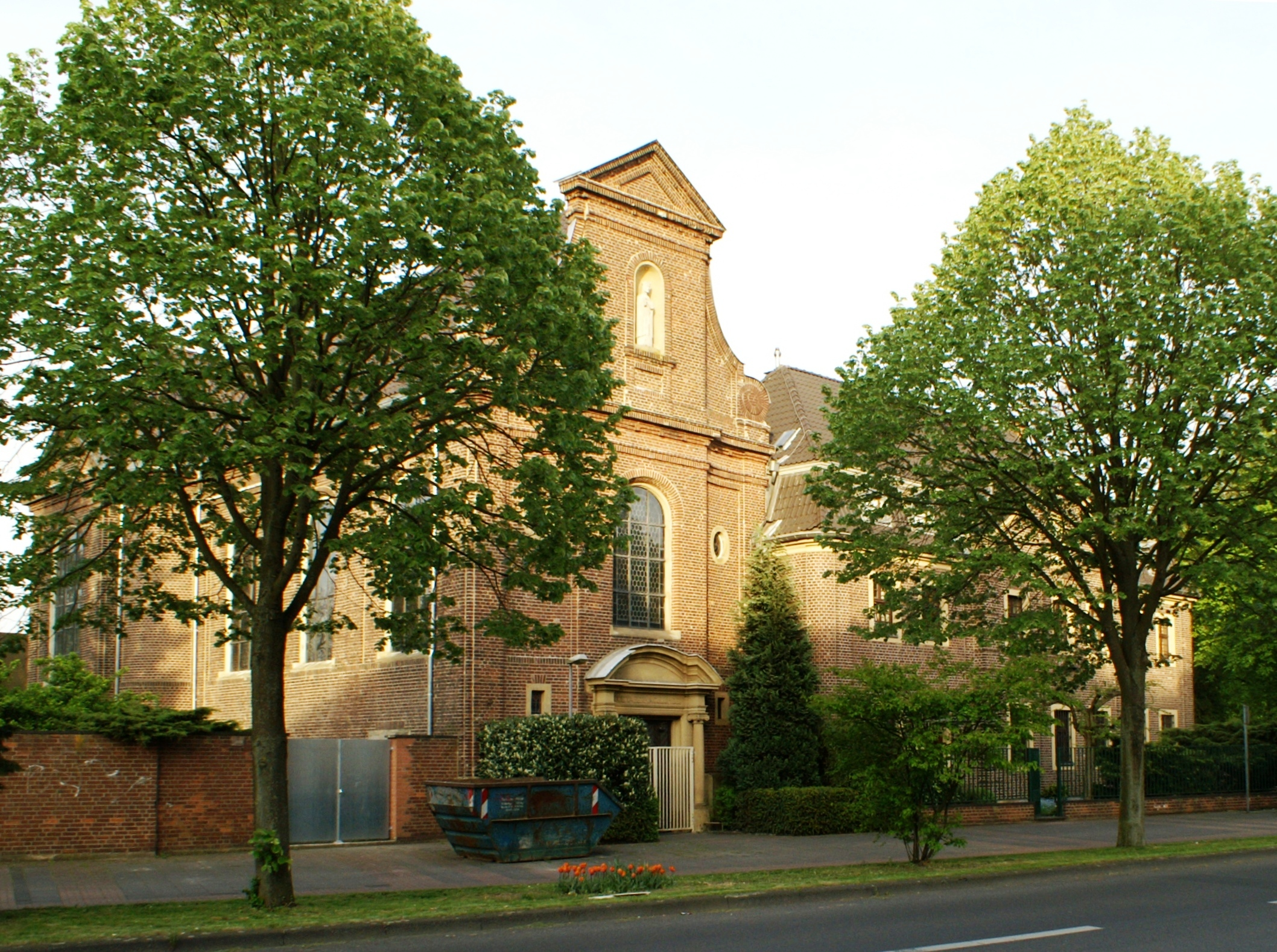
Klarissenkloster in der Kapellenstraße

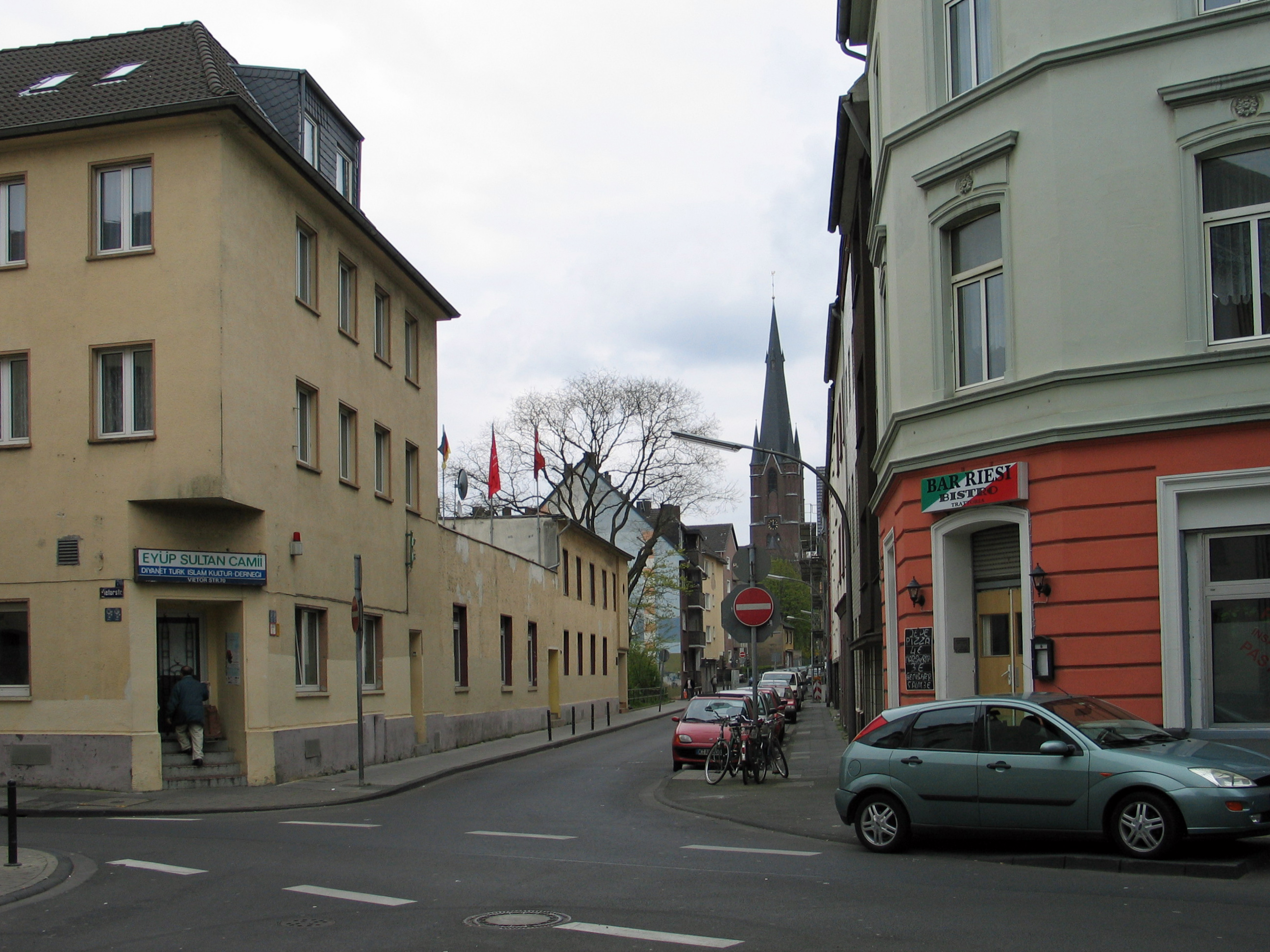
Moschee an der Vietorstraße

Struktur der Bevölkerung von Köln-Kalk (2021):
- Durchschnittsalter der Bevölkerung: 38,4 Jahre (Kölner Durchschnitt: 42,3 Jahre)
- Ausländeranteil: 37,7 % (Kölner Durchschnitt: 19,3 %)
- Arbeitslosenquote: 17,0 % (Kölner Durchschnitt: 8,6 %)

Wegen des Mangels an Flächen für Eigenheime und der unattraktiven Wohnlage in Industrienähe zogen viele Kalker seit den 1980er-Jahren in Stadtrandgebiete oder Nachbargemeinden. Durch die gute Verkehrsanbindung des Umlandes war es nicht mehr zwingend erforderlich, in direkter Nachbarschaft des Arbeitsplatzes zu wohnen. Viele Gastarbeiter dagegen investierten ihre Ersparnisse in ihren Heimatländern und blieben in Kalk. Bei annähernd gleichbleibender Bevölkerungsanzahl erhöhte sich deshalb der Ausländeranteil von 30,2 Prozent im Jahre 1985 auf 40,9 Prozent im Jahre 2000. Erst seit der Jahrtausendwende ist dieser Trend leicht rückläufig (37,5 % 2014). Auf den großflächigen Industriebrachen entstanden seit Anfang der 2000er-Jahre zahlreiche Wohnbauten, sodass seit 2005 die Einwohnerzahl wieder deutlich ansteigt.
Von den 24.174 am 31. Dezember 2021 in Kalk gemeldeten Bürgern waren 11.673 weiblich und 12.501 männlich, 81 Bürger hatten Kalk als ihren Zweitwohnsitz angemeldet. 22,8 % aller Kalker Privathaushalte waren Bedarfsgemeinschaften nach SGB II.
| 1831 | 1843 | 1860  | 1871  | 1880  | 1890   | 1900   | 1910   | 1980   | 1985   | 1990   | 1995   | 2000   | 2005   | 2010   | 2011   | 2012   | 2013   | 2014   | 2015   |
| ---- | ---- | ----- | ----- | ----- | ------ | ------ | ------ | ------ | ------ | ------ | ------ | ------ | ------ | ------ | ------ | ------ | ------ | ------ | ------ |
| 63   | 96   | 1.800 | 5.140 | 9.560 | 13.555 | 20.600 | 27.700 | 22.445 | 20.318 | 21.601 | 21.396 | 20.462 | 21.134 | 21.591 | 21.798 | 22.383 | 22.802 | 23.408 | 23.638 |

| 2016   | 2017   | 2018   | 2019   | 2020   |
| ------ | ------ | ------ | ------ | ------ |
| 24.235 | 24.063 | 24.242 | 24.360 | 24.128 |

### Wohnverhältnisse
Laut der Statistik des Kölner Amtes für Stadtentwicklung und Statistik sind die 12.326 in Kalk Ende 2019 vorhandenen Wohnungen, von denen 13,3 % öffentlich gefördert worden sind, durchschnittlich 62,5 Quadratmeter groß. Es gab zu diesem Zeitpunkt 107 Ein- und Zweifamilienhäuser und 1438 Mehrfamilienhäuser. Die durchschnittliche Wohnfläche je Bürger lag bei 31,6 Quadratmetern.

### Politik und Wahlverhalten
Kommunalpolitisch werden die Kalker Bürger durch die Bezirksvertretung Köln-Kalk vertreten. Das Stadtteilgebiet ist in neun Stimmbezirke sowie zwei Briefwahlbezirke aufgeteilt. Bei Kommunalwahlen bildet der Wahlbezirk Kalk einen Wahlkreis mit dem Wahlbezirk Humboldt/Gremberg I. Alle Stimmbezirke weisen ein typisches Wahlverhalten für einen klassischen Arbeiterstadtteil auf, sodass die linksgerichteten Parteien mehrheitlich gewählt wurden.
Bei der Bezirksvertretungswahl am 25. Mai 2014 erhielt die SPD 35,2 %, die CDU 14,3 %, Grüne 20,3 %, pro Köln 3,3 %, Die Linke 15,5 % und die AfD 3,2 %. Die Wahlbeteiligung der 14.927 Wahlberechtigten im Stadtteil lag bei 34,3 %.
Bei der Ratswahl am 25. Mai 2014 erhielt die SPD 34,1 %, die CDU 14,8 %, Grüne 18,7 %, pro Köln 3,4 %, Die Linke 13,9 % und die AfD 3,2 %. Die Wahlbeteiligung der 14.927 Wahlberechtigten lag bei 34,3 %. Im gemeinsam mit dem Wahlkreis Humboldt/Gremberg I gebildeten Wahlbezirk 42 wurde Michael Paetzold von der SPD in den Rat der Stadt Köln gewählt.
Zur Bundestagswahl am 22. September 2013 erhielt die SPD 34,5 % der Zweitstimmen, die CDU 20,5 %, Grüne 15,3 %, Die Linke 14,4 %, Piratenpartei 4,4 %, FDP 2,9 % und die AfD 3,2 %. Martin Dörmann, der direkt in den Bundestag gewählte SPD-Kandidat des Kölner Wahlkreises 1, erhielt in Kalk 41,8 %. Die Wahlbeteiligung der 11.948 Wahlberechtigten lag bei 58,8 %.
Bei der Landtagswahl am 13. Mai 2012 erhielt die SPD 37,9 % der Zweitstimmen, die CDU 11,6 %, Grüne 21,2 %, Piratenpartei 12,5 %, Die Linke 7,1 %, pro NRW 2 % und die FDP 3,7 %. Stephan Gatter, der direkt in den Landtag gewählte SPD-Kandidat des Landtagswahlkreises 18 Köln VI, erhielt in Kalk 42,9 %.

### Religionen
Durch die vielen im Ort vertretenen Nationalitäten entstand eine große Religionsvielfalt. 22,9 Prozent (2015: 29,0 Prozent) der Bevölkerung sind Katholiken und 8,8 Prozent (2015: 10,8 Prozent) Protestanten. Die übrigen Kalker gehören anderen Religionen und Weltanschauungen an oder sind konfessionslos.
- Die seit 1856 eigenständige katholische Kirchengemeinde Kalk, die zum Seelsorgebereich Köln-Kalk/Humboldt/Gremberg gehört, verfügt mit St. Marien und St. Joseph über zwei Kirchen, sowie mit der Kalker Kapelle über eine weitere Andachtsstätte. Für die italienische Gemeinde der Missione Cattolica Italiana werden in St. Marien sonntags Gottesdienste in der Landessprache ausgerichtet. Im Kloster des seit 1918 ansässigen Ordens der Klarissen lebten 2007 sieben Ordensschwestern. Die Klosterkirche des Klarissenklosters galt vorwiegend als Gotteshaus für ausländische Katholiken.[55] Das Kloster wurde aufgrund Nachwuchsmangels im Februar 2013 aufgegeben, nachdem nur noch vier Schwestern die Abtei bewohnten.[56]
- Der evangelischen Kirchengemeinde Kalk steht mit der Jesus-Christus-Kirche ein Gotteshaus zur Verfügung. Das auf die Initiative des Pfarrers Vietor im Jahre 1904 gegründete evangelische Krankenhaus wird mittlerweile als selbstständige GmbH geführt. Die Patienten werden weiterhin von Seelsorgern der Gemeinde betreut. Die Weinberg-Gemeinde, eine evangelische Freikirche, unterhält ihr Gemeindezentrum an der Wiersbergstraße.
- Muslimischen Gläubigen stehen in Kalk zwei Moscheen zur Verfügung. Die 1984 gegründete sunnitische Hamza-Moschee in der Taunusstraße wird von der Islamischen Vereinigung Köln e. V. getragen. Die At-Tauhid-Moschee der Glaubensgemeinschaft Ahlu Sunna Wal Jamaa befindet sich in der Kalk-Mülheimer-Straße und wird von der Islamischen Kulturgemeinde Köln e. V. (siehe Islamische Organisationen in Deutschland) getragen. Beide Moscheen bieten nach Absprache deutschsprachige Führungen an.
- Die 1928 gegründete Gemeinde der Neuapostolischen Kirche baute im Jahre 1951 an der Steinmetzstraße ihr Gotteshaus. 2010 verkaufte die Gemeinde das Gebäude an die Priesterbruderschaft St. Pius X. 2011 wurde die Kapelle „Zu den Hl. Drei Königen“ als römisch-katholische Kirche eingesegnet.

## Infrastruktur und Wirtschaft

### Verkehr
Schienenpersonennahverkehr

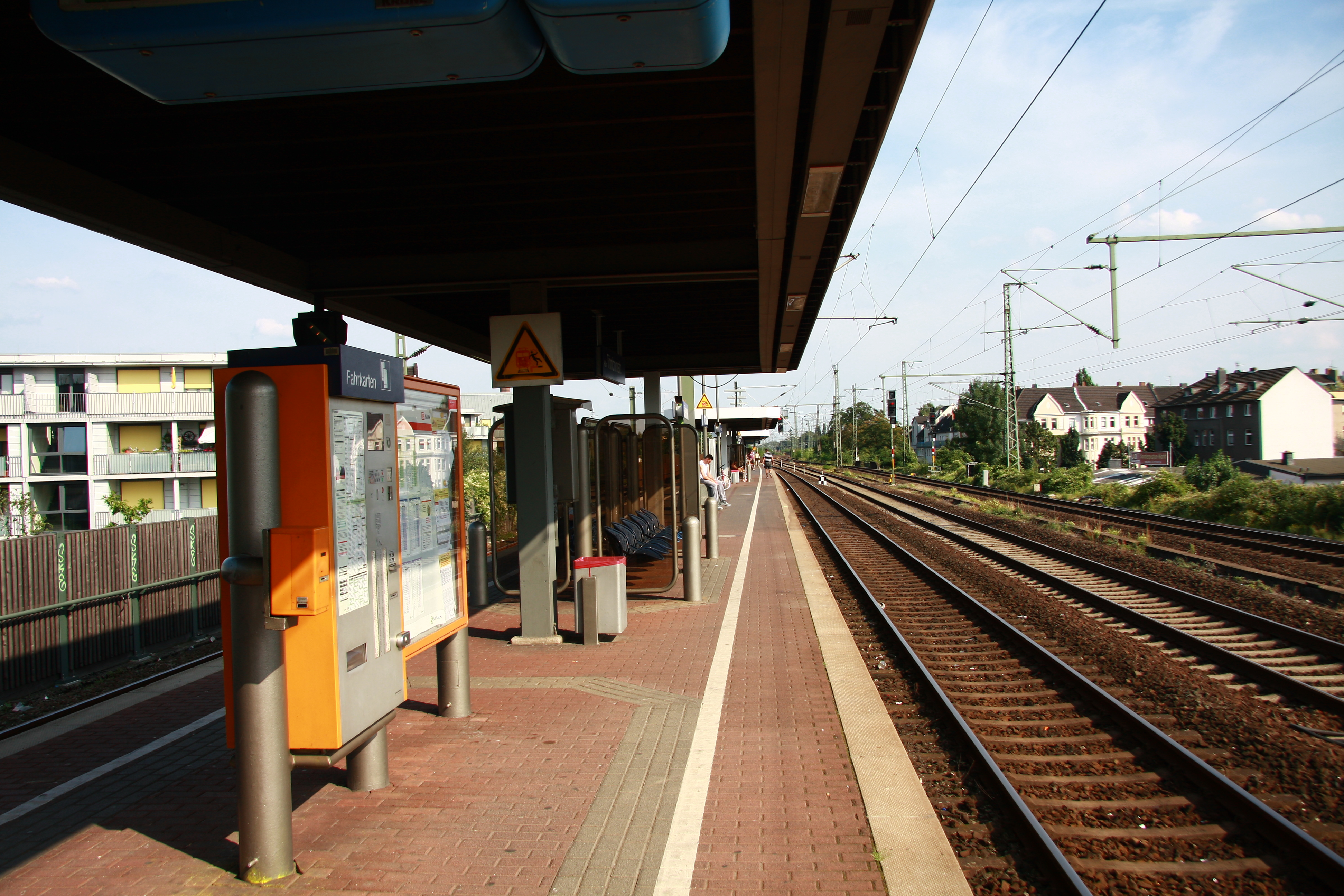
S-Bahn-Haltepunkt Köln Trimbornstraße

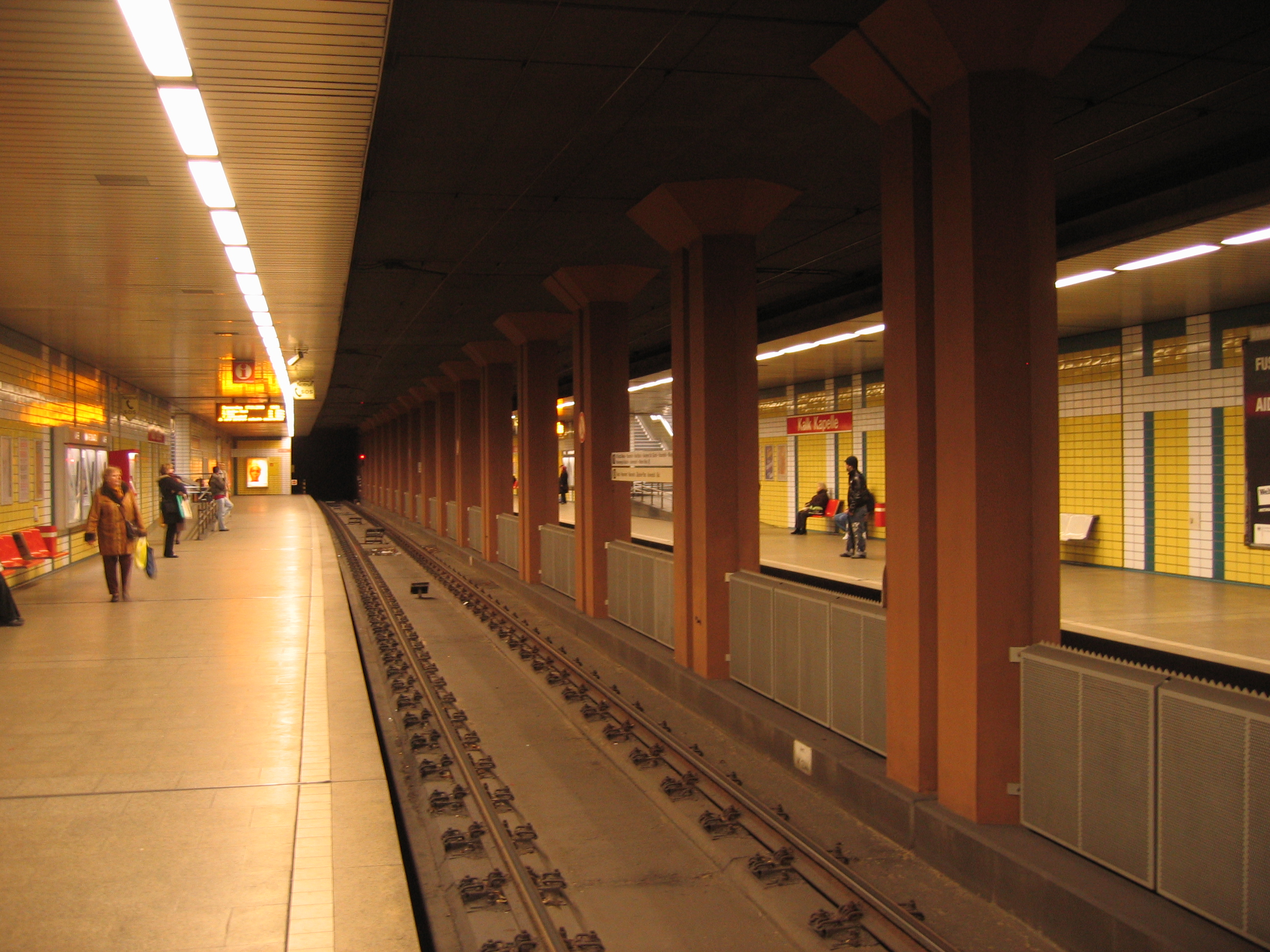
Stadtbahnstation
Kalk Kapelle

Der Haltepunkt Köln Trimbornstraße ist eine Station an der Siegstrecke und wird von der S-Bahn Köln von Köln Hbf nach Troisdorf und über Siegburg nach Hennef/Au (Sieg) beziehungsweise Overath/Meinerzhagen (Oberbergische Bahn) bedient, er bietet auch eine direkte Anbindung zum Flughafen Köln/Bonn zum Stadttarif. Der Haltepunkt wurde 1991 als Ersatz für den verkehrstechnisch ungünstig gelegenen Personenzughalt des Kalker Bahnhofs errichtet. Güterverkehr findet über die Güterumgehungsbahn Köln statt. Im Nordwesten Kalks, am Rande des Betriebsbahnhofs Deutzerfeld soll mit dem Haltepunkt Kalk-West ein neuer S-Bahnhof entstehen, welcher das hiesige Wohnviertel auf dem Gelände der ehemaligen CFK besser anbinden soll.
Öffentlicher Personennahverkehr
Zwei Stadtbahnlinien (1, 9) und fünf Buslinien (150, 159, 171, 179 und 193) verbinden Kalk mit dem Stadtzentrum sowie mit den umliegenden Vororten.
Motorisierter Individualverkehr
Von der A 559 führt die Abfahrt Kalk/Poll an der Rolshover Straße in den Stadtteil. An die nördlichen und westlichen Stadtteile sowie an das Autobahnkreuz Köln-Ost ist Kalk über die autobahnähnliche B 55a angebunden. Die Straßen sind, bis auf wenige Ausnahmen, nach Erfindern des 19. Jahrhunderts, nach historisch bedeutenden Kalker Persönlichkeiten und nach Orten im Bergischen Land benannt. Durch die enge Bebauung sind die meisten Nebenstraßen für den Einrichtungsverkehr ausgelegt. Durchgehend ausgebaute Fahrradwege gibt es in nur beidseitig der Kalk-Mülheimer Straße und der Dillenburger Straße sowie an Teilbereichen der Kalker Hauptstraße und der Kapellenstraße.

### Geschäftswelt, Gastronomie und Gewerbe

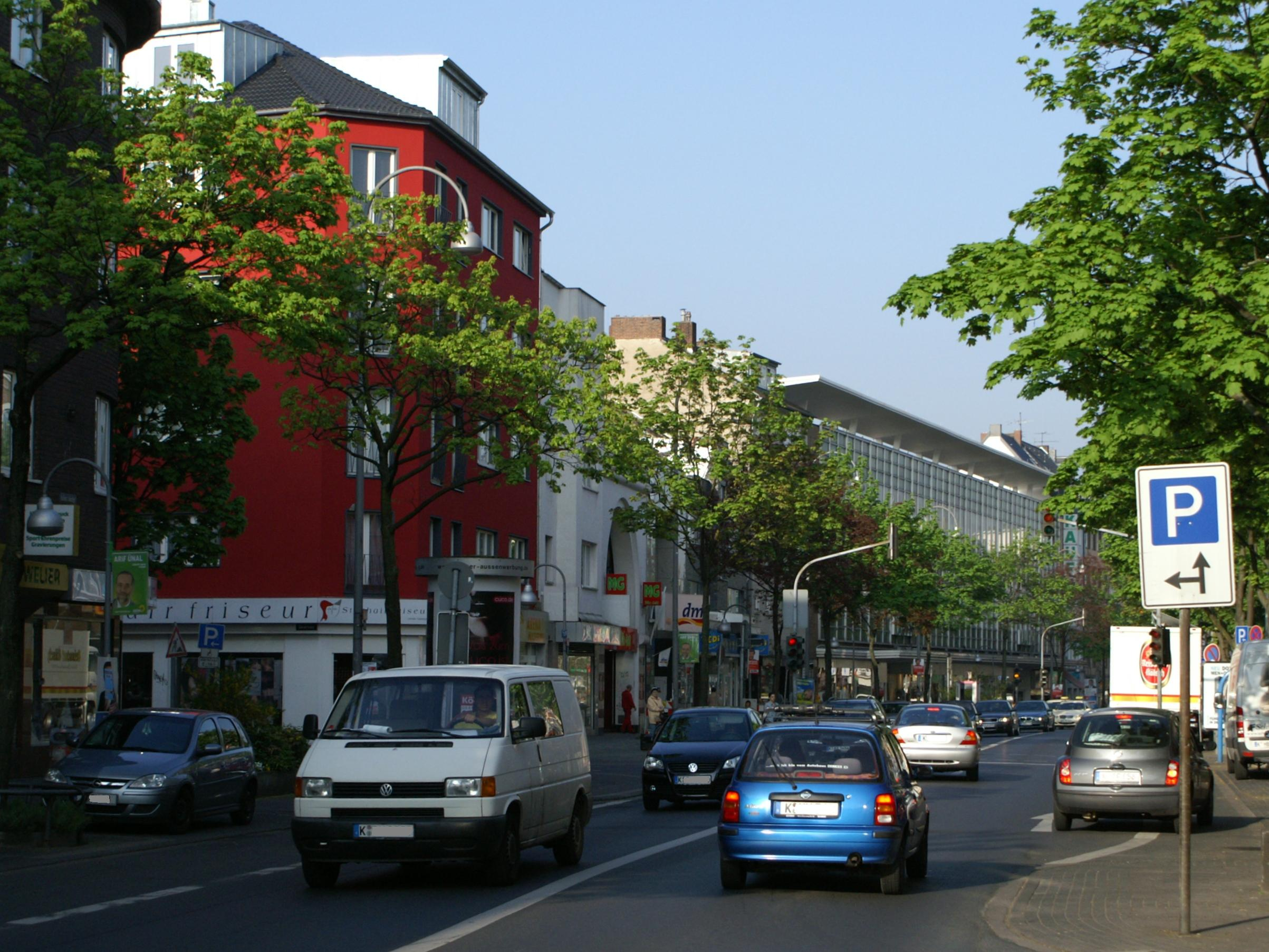
Kalker Hauptstraße

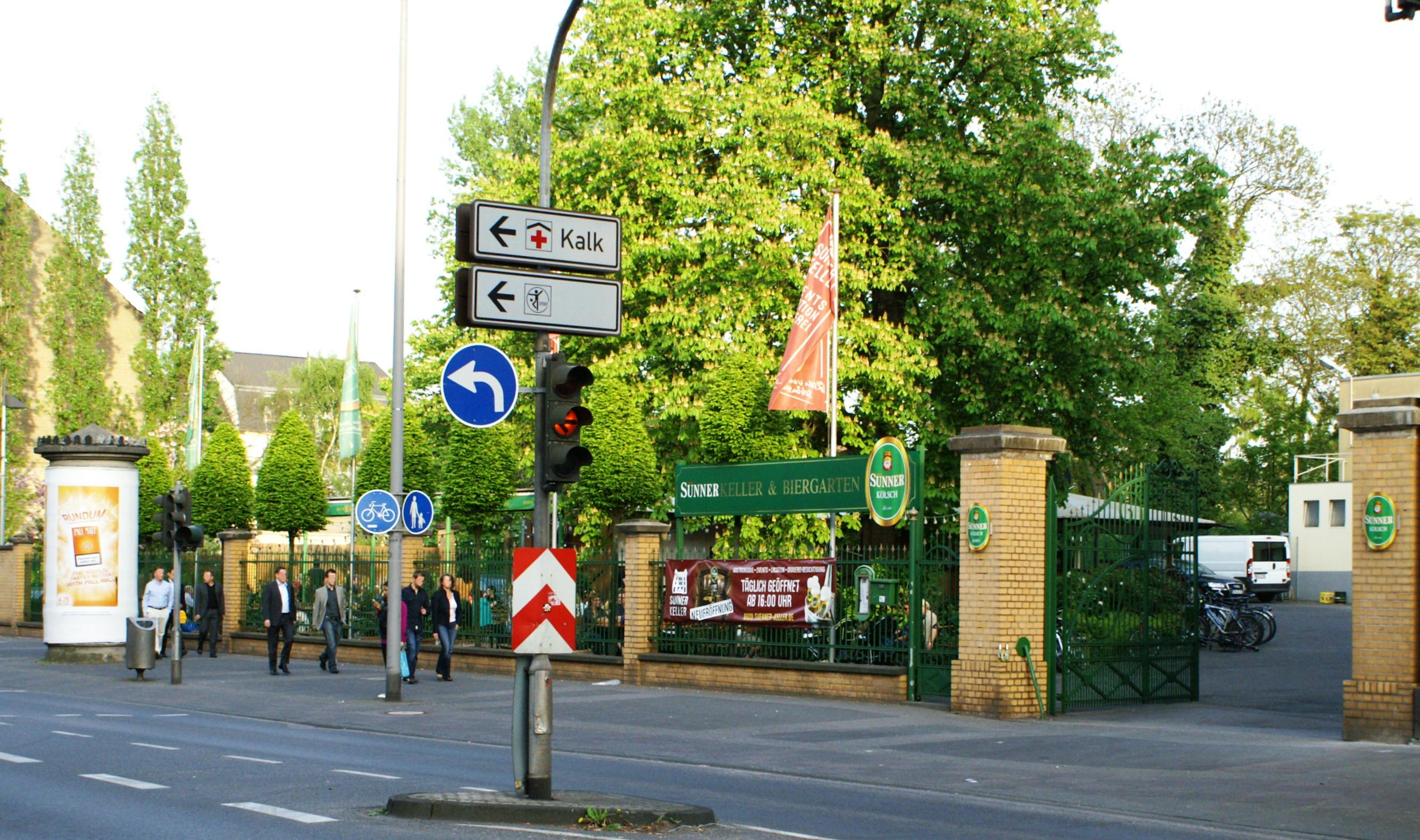
Zechengarten

Die zentrale Geschäftsstraße in Kalk ist die Kalker Hauptstraße (B 55). Dort befinden sich neben dem Einkaufszentrum Köln Arcaden auch verschiedene kleinere Läden unterschiedlicher Branchen sowie eine geschlossene Filiale der Kaufhof AG, inzwischen beheimatet das alte Gebäude u. a. eine Kaufland-, Woolworth- und Dm-Filiale. Infolge der Ansiedlung des Einkaufszentrums erlitten die alteingesessenen Geschäfte große Umsatzeinbußen, so dass viele aufgeben mussten. Viele leerstehende Ladenlokale wurden an Discounter oder an Anbieter von Restbeständen vermietet.
Bedingt durch die industrielle Vergangenheit sind in Kalk noch viele typische Arbeiterkneipen vorhanden. Mit der 1874 eröffneten Gaststätte Reissdorf em Cornely verfügt Kalk über eine Traditionsgaststätte im Brauhausstil, in der sich das Erscheinungsbild seit Gründung kaum verändert hat. Der 1996 auf dem Gelände der Sünnerbrauerei wiedereröffnete Zechengarten bietet im Sommer die Möglichkeit zum Bierkonsum und Verzehr deftiger rheinischer Kost unter freiem Himmel. Dem angesiedelten studentischen Publikum stehen Kneipen wie die Vorstadtprinzessin, das Trash Chic und das Cafe Blauer König zur Verfügung.
Die Deutz AG betreibt eine Produktionsstätte für landwirtschaftliche Rüttler und ein Logistikzentrum im Ort. Der Technikhof Köln wurde in historischen, kernsanierten ehemaligen KHD-Traktoren-Produktionshallen angesiedelt. Dort fanden kleine und mittlere Handwerks- und Dienstleistungsunternehmen ihre Heimat.

### Öffentliche Sicherheit und Verwaltung

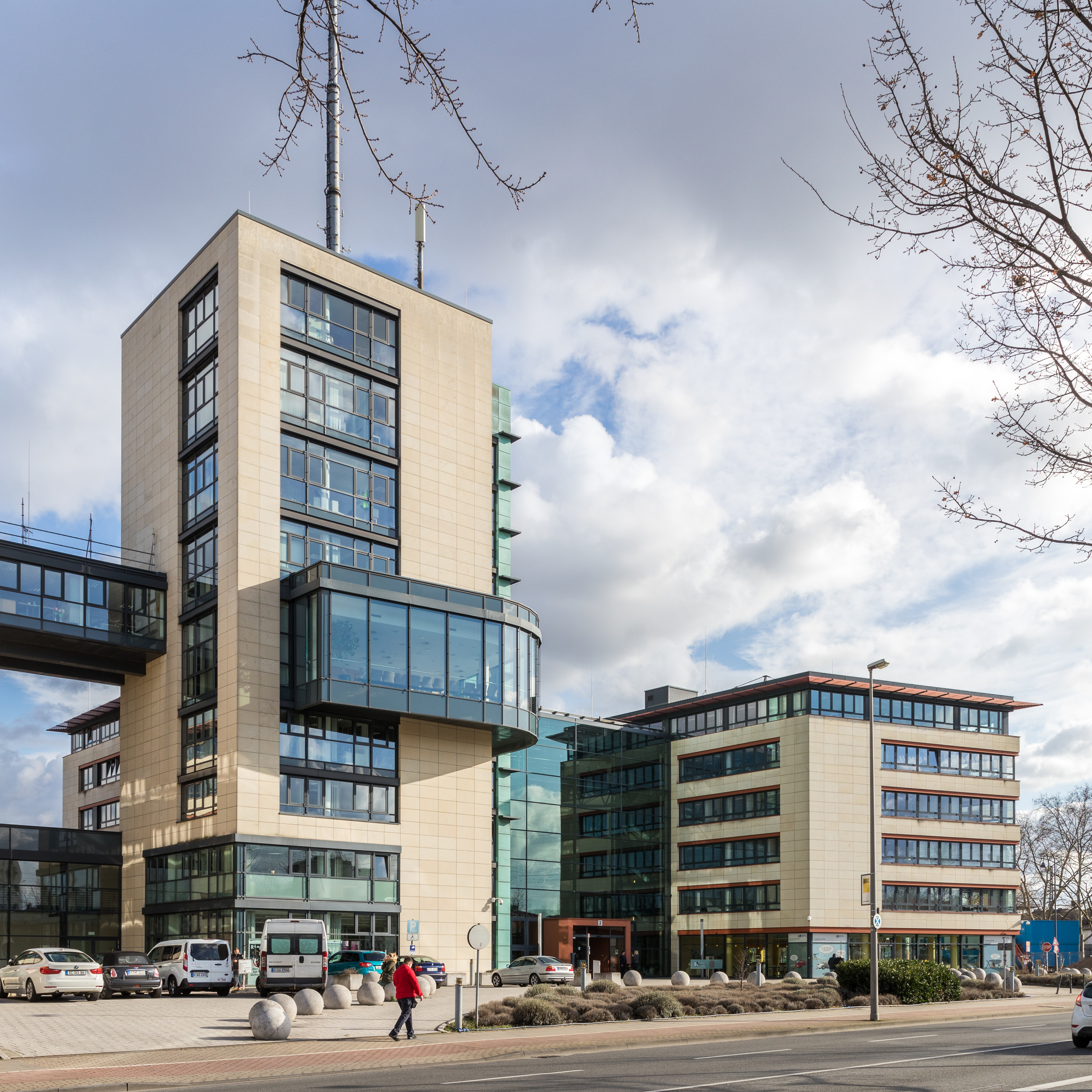
Polizeipräsidium Köln

Bedingt durch Asbestverseuchung und Platzmangel im alten Polizeipräsidium am Waidmarkt in der Innenstadt wurde am Walter-Pauli-Ring (der ersten nach einem im Dienst getöteten Polizeibeamten benannten Straße Deutschlands) das Kölner Polizeipräsidium errichtet. Aufgrund eines erneuten Mangels an Raumkapazitäten wurde von 2008 bis 2010 ein Erweiterungsbau errichtet. Die vorher dezentral an der Kapellenstraße gelegene Polizeiinspektion Süd-Ost zog im Mai 2010 in diesen Neubautrakt.
Auf einem Teil des ehemaligen Geländes der Klöckner-Humboldt-Deutz-Werke wurde das Kalk-Karree gebaut, dort ist die Sozial- und Jugendverwaltung der Stadt Köln untergebracht.

### Bildung, Betreuung und Krankenpflege

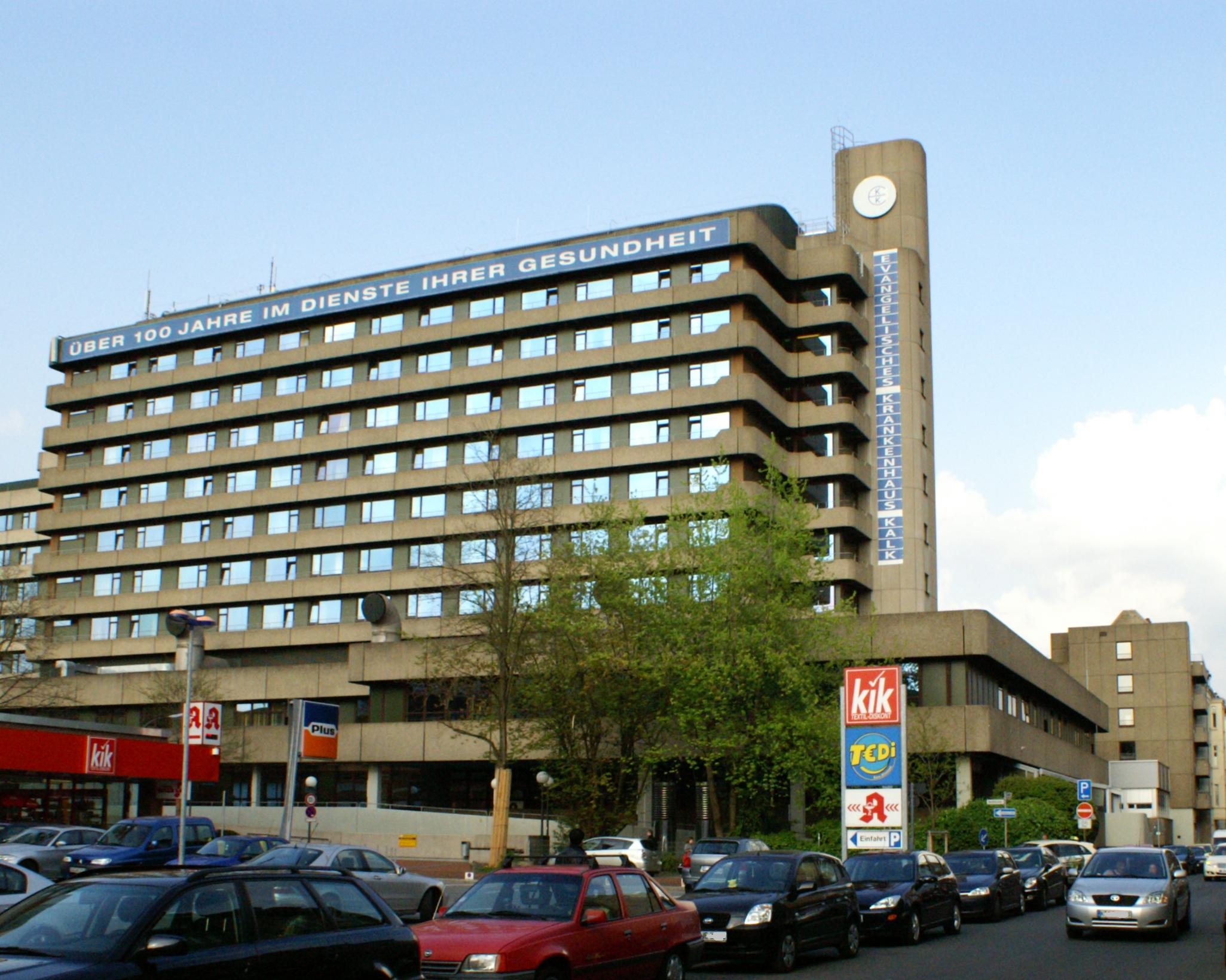
Evangelisches Krankenhaus

Neben zwei Grundschulen an der Kapitelstraße verfügt Kalk über zwei Hauptschulen (Albermann- und Falckensteinstraße), eine Schule für Lernbehinderte (Martin-Köllen-Straße) sowie mit der Kaiserin-Theophanu-Schule (Kantstraße) über ein Gymnasium. Außerdem sind Außenstellen der Volkshochschule und der Stadtbibliothek im Bezirksrathaus Kalk untergebracht. Seit der Umgestaltung der Bibliothek zwischen August 2017 und September 2018 handelt es sich nach Angaben der Stadt um eine der modernsten Stadtteilbibliotheken in Deutschland. Für Kinder im Vorschulalter gibt es acht Kindergärten. Mit dem Evangelischen Krankenhaus verfügt der Ort über eine moderne Großklinik mit über dreihundert Betten. Für ältere pflegebedürftige Menschen sind zwei Altenheime errichtet worden. In Köln-Kalk sitzt auch die Kriseninterventionsstelle bei häuslicher Gewalt für das rechtsrheinische Köln. Die Beratungsstelle Kalk der Diakonie Michaelshoven bietet Frauen bei Problemen oder Krisen, aber auch bei vielfältigen Sorgen und Fragen des Alltags Beratung und Unterstützung an.
Am 28. März 2014 wurde vom Förderverein Stadtbibliothek Köln e. V. nach der bereits betriebenen minibib im Stadtgarten eine weitere minibib im Kalker denkmalgeschützten Wasserturm eröffnet. Es handelt sich um ein kostenloses, niederschwelliges Angebot ohne erforderliche Ausweise, das auf Vertrauen beruht. Das Projekt minibib wurde 2011 im Wettbewerb 365 Orte im Land der Ideen in der Kategorie Kultur ausgezeichnet.
An der Dillenburger Straße, Ecke Christian-Sünner-Straße steht der Bildungscampus Köln-Kalk, der vom Erzbistum Köln betrieben wird und der aus einer katholischen Grundschule sowie einer ebenfalls katholischen Gesamtschule besteht. Die Einweihung des Bildungscampus fand im Juli 2025 statt, allerdings hat die Grundschule bereits zum Schuljahr 2020/21 ihren Betrieb aufgenommen.

## Kultur und Sehenswürdigkeiten

### Theater und Kleinkunst
Für Kleinkunstdarbietungen steht das Bürgerhaus Kalk zur Verfügung. In einer ehemaligen, unter Denkmalschutz stehenden Produktionshalle der KHD-Werke an der Neuerburgstraße wurde 1994 von den Bühnen der Stadt Köln (Schauspiel Köln) für experimentelles Theater die Halle Kalk eingerichtet. Diese musste im Sommer 2015 wegen Einsturzgefahr geschlossen werden. Im Juli 2015 hat der Deutsche Kulturrat die Halle Kalk auf die Rote Liste Kultur gesetzt und als gefährdet eingestuft (Kategorie 2).

### Museum

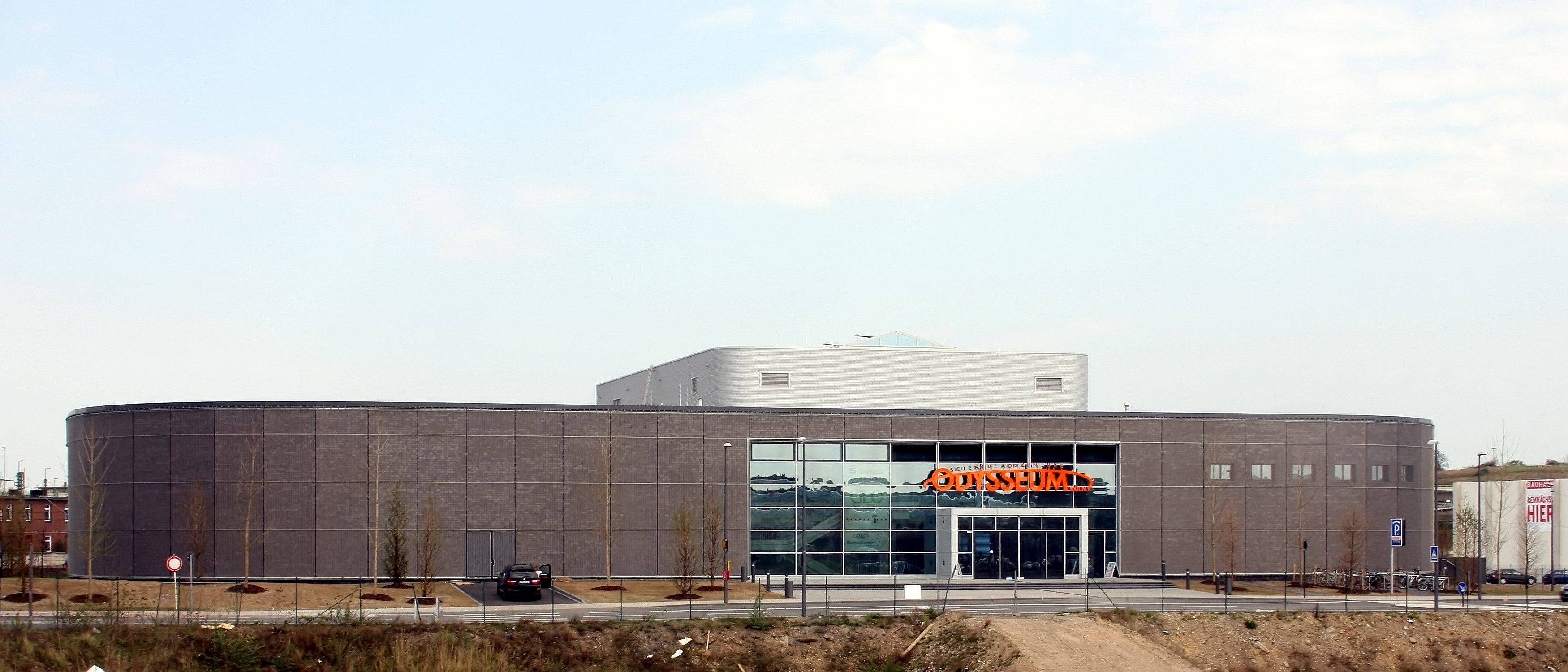
Odysseum

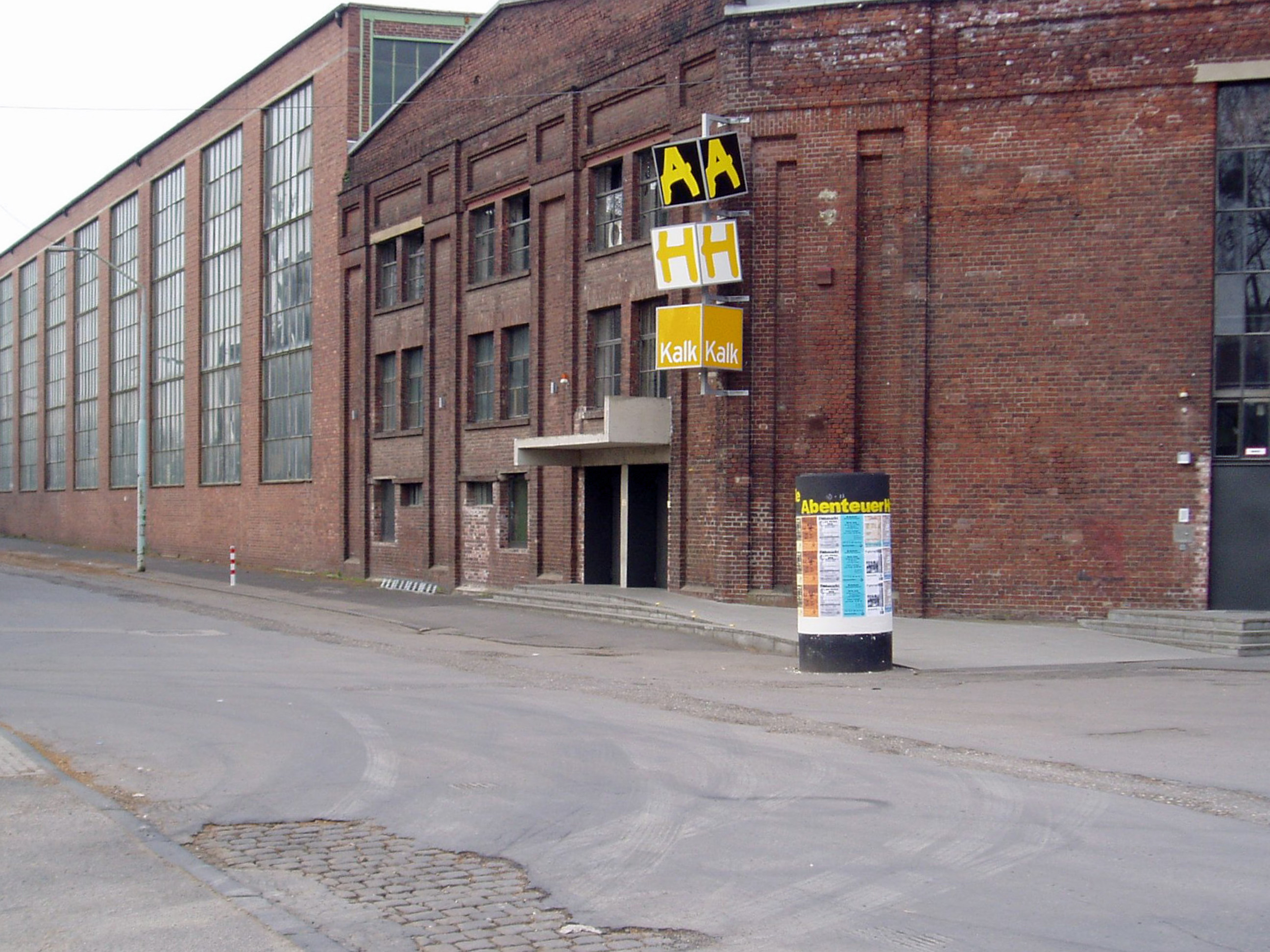
AbenteuerHallenKalk

Nach zweijähriger Bauzeit eröffnete im nördlichen Teil des ehemaligen Terrains der Chemischen Fabrik Kalk am 3. April 2009 das Wissenschafts-Erlebnis-Zentrum Odysseum, das bis Ende 2020 von der Stiftung Wissen der Sparkasse KölnBonn finanziert wurde. Nachdem die Besuchszahlen – trotz Umkonzipierung zum „Abenteuermuseum“ hinter den Erwartungen deutlich zurückblieben, wurde das Museum 2021 an einen belgischen Unternehmer verkauft, in Richtung „Spiel, Spaß, Bewegung, Lernen“ umkonzipiert und nach einer coronabedingten Unterbrechung wiedereröffnet.

### Kino
Mehrere Jahrzehnte lang gab es in Kalk überhaupt kein Kino mehr, bis zur Neueröffnung der Lichtspiele Kalk im Dezember 2017, dem ersten rechtsrheinischen Kino in Köln seit den 1980er Jahren. Das Kino befindet sich an der Kalk-Mülheimer Straße in den ehemaligen Räumen der Union-Lichtspiele, welche 1974 geschlossen wurden. Zum Programm der Lichtspiele Kalk gehören neben aktuellen Kinostarts auch Filmklassiker und alternatives Kino, wie z. B. die Filmreihe „Something Weird Cinema“.

### Jugendeinrichtungen
In ehemaligen KHD-Hallen an der Christian-Sünner-Straße wurden als Freizeit- und Jugendeinrichtung im Jahr 2006 die AbenteuerHallenKalk eingerichtet. In den Hallen gibt es einen von Suzuki und anderen Sponsoren finanzierten Skatepark sowie eine Kletterwand. Außerdem werden neben typischen Jugendsportarten wie Soccer, Fahrrad-Trial, Inlineskating und Streetball auch integrativer Streetball für behinderte und nichtbehinderte Menschen angeboten.
Schon seit Anfang der 1970er Jahre bietet die Evang. Kirchengemeinde Köln-Kalk ein breitgefächertes Angebot für alle Kinder- und Jugendlichen des Stadtteiles, gleich welcher Konfession, Religion, Nationalität oder sozialen Herkunft an.
Hausaufgabenbetreuung, der Jugendzirkus miniMUMM, Jugendchor- und Musicalarbeit, Sport, Jugendcafé und Computerarbeit prägen die Arbeit im Jugendzentrum in der Lilienthalstraße. Zudem existiert eine Projektpartnerschaft mit der Evang. Kirchengemeinde Kairo und der Kaiserin-Theophanu-Schule in Kalk, bei der in Ägypten Sozialprojekte mit Straßenkindern und Flüchtlingen aus dem Sudan im Rahmen der Kalker Jugendarbeit unterstützt werden.
Vom 16. April 2010 bis Mitte 2013 gab es in Köln-Kalk das Autonome Zentrum. Die linksalternative Kampagne Pyranha besetzte die ehemalige Werkskantine der Klöckner-Humboldt-Deutz AG mit dem Ziel, einen selbstverwalteten Raum für kulturelle und politische Arbeit im Stadtteil zu schaffen. Das Gebäude bot Platz für Werkstätten, Ateliers, Konzerte, das erste rechtsrheinische Kino, Arbeitsräume für politische Gruppen und Kollektive, Seminarräume, Ausstellungsfläche, einen Umsonstladen usw. Das Gebäude befand sich im Besitz der Savor GmbH, einer Tochterfirma der Sparkasse KölnBonn, die dieses Gebäude für einen symbolischen Betrag von der Stadt Köln erworben hatte. Eine unmittelbar bevorstehende Räumung durch die Polizei wurde nach Verhandlungen zwischen Besetzern und Sparkasse abgewendet. Im August 2011 unterzeichneten beide Parteien einen unbefristeten Nutzungsvertrag. Zwischenzeitlich versuchten SPD, CDU und Pro Köln in der Bezirksvertretung eine Änderung des Bebauungsplan durchzusetzen, der einen Abriss der ehemaligen Kantine zu Gunsten eines Grünstreifens vorsah. In einem Artikel der StadtRevue wurde das Stadtplanungsamt folgendermaßen zitiert: „Wir haben den politischen Auftrag, das Zentrum wegzuplanen.“ Schließlich wurde das Gebäude zugunsten von Übergangsbauwerken während der Erweiterung der Kaiserin-Theophanu-Schule im Jahr 2013 abgerissen.

### Vereine
Der SC Borussia 05 Kalk und die DJK Siegfried Kalk sind zwei alteingesessene Fußballvereine im Ort. Faustkämpfer Kalk ist der erfolgreichste Boxverein in Köln. Der Bürgerverein Kalk bietet Aktivitäten und Hilfe für die Kalker Bewohner an. Mit der St. Hubertus Schützenbruderschaft 1860 gibt es in Kalk auch einen Schützenverein. Der Stamm Hohenstaufen der Deutschen Pfadfinderschaft St. Georg ist seit 1948 in Kalk ansässig und betreibt für die Kalker Kinder- und Jugendarbeit.

### Regelmäßige Veranstaltungen
Alljährlich findet auf der Kalker Hauptstraße ein großes Straßenfest statt. Neben diversen Verkaufsständen gibt es drei Bühnen auf der Festmeile, auf denen zumeist Kölner Karnevalskünstler auftreten. Am Karnevalsdienstag zieht der große Karnevalszug durch die Kalker Straßen. Die Kalker Schützen richten einmal jährlich ein Schützenfest aus.

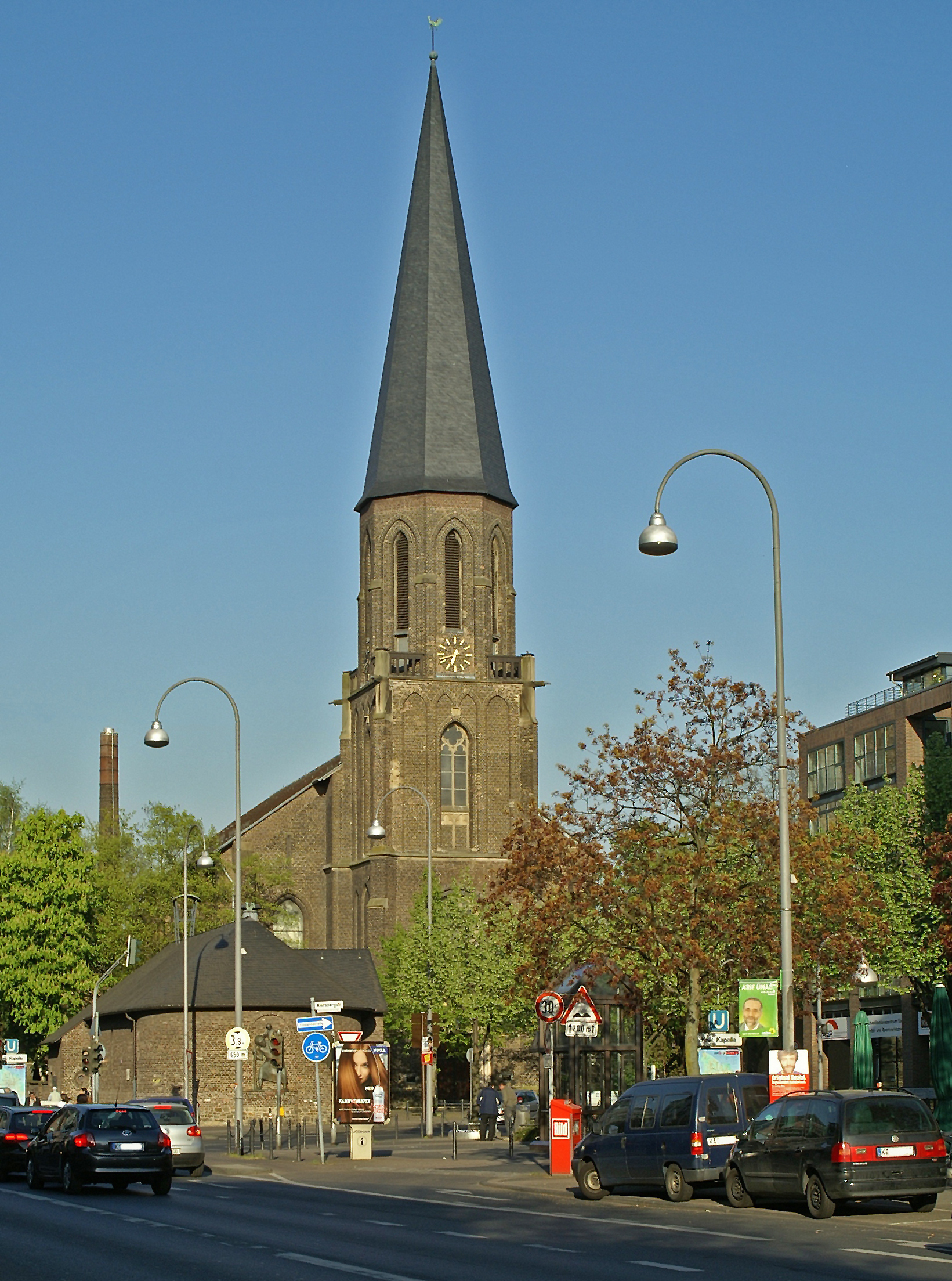
St. Marien
und Kalker Kapelle

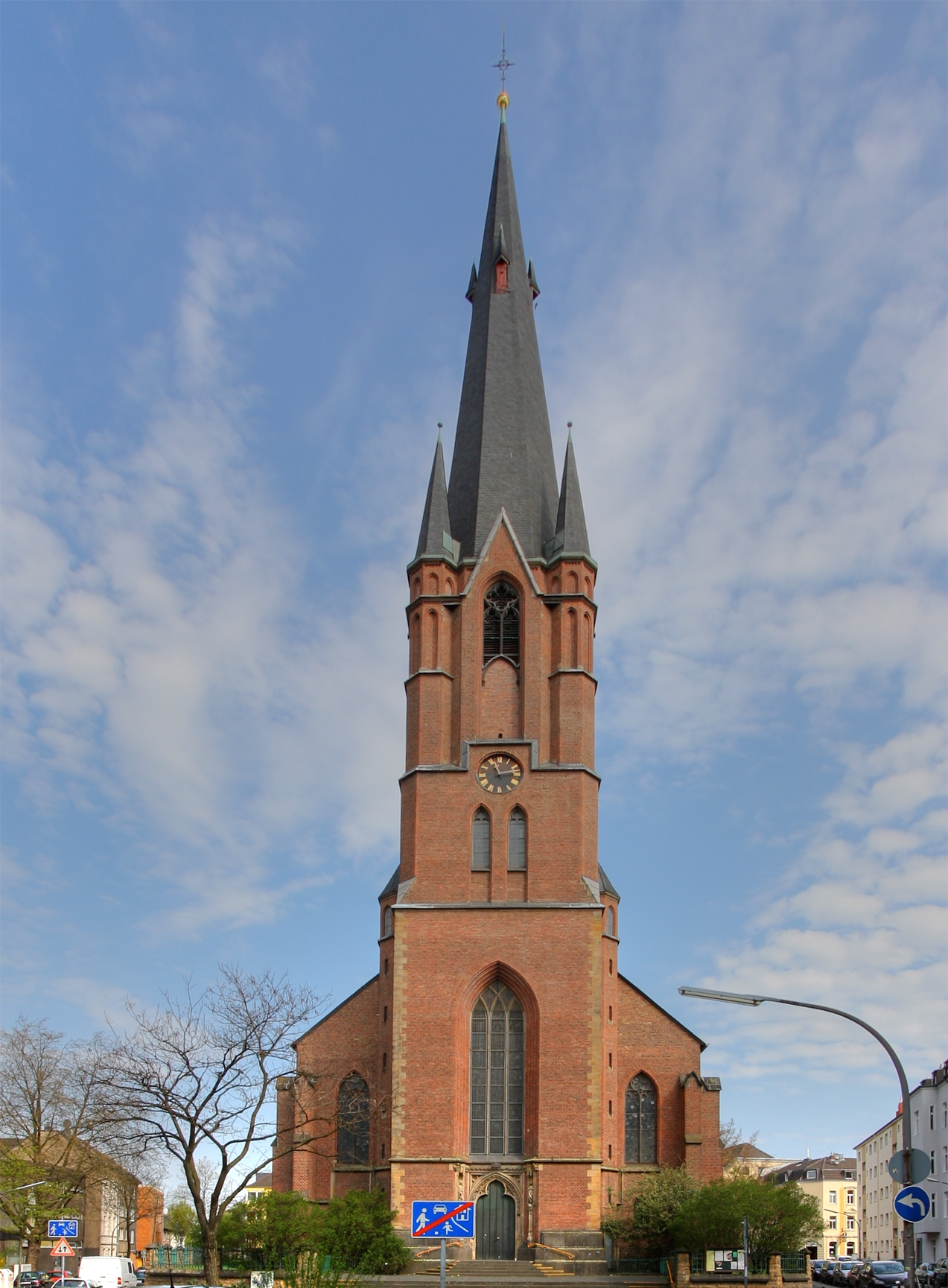
St. Joseph

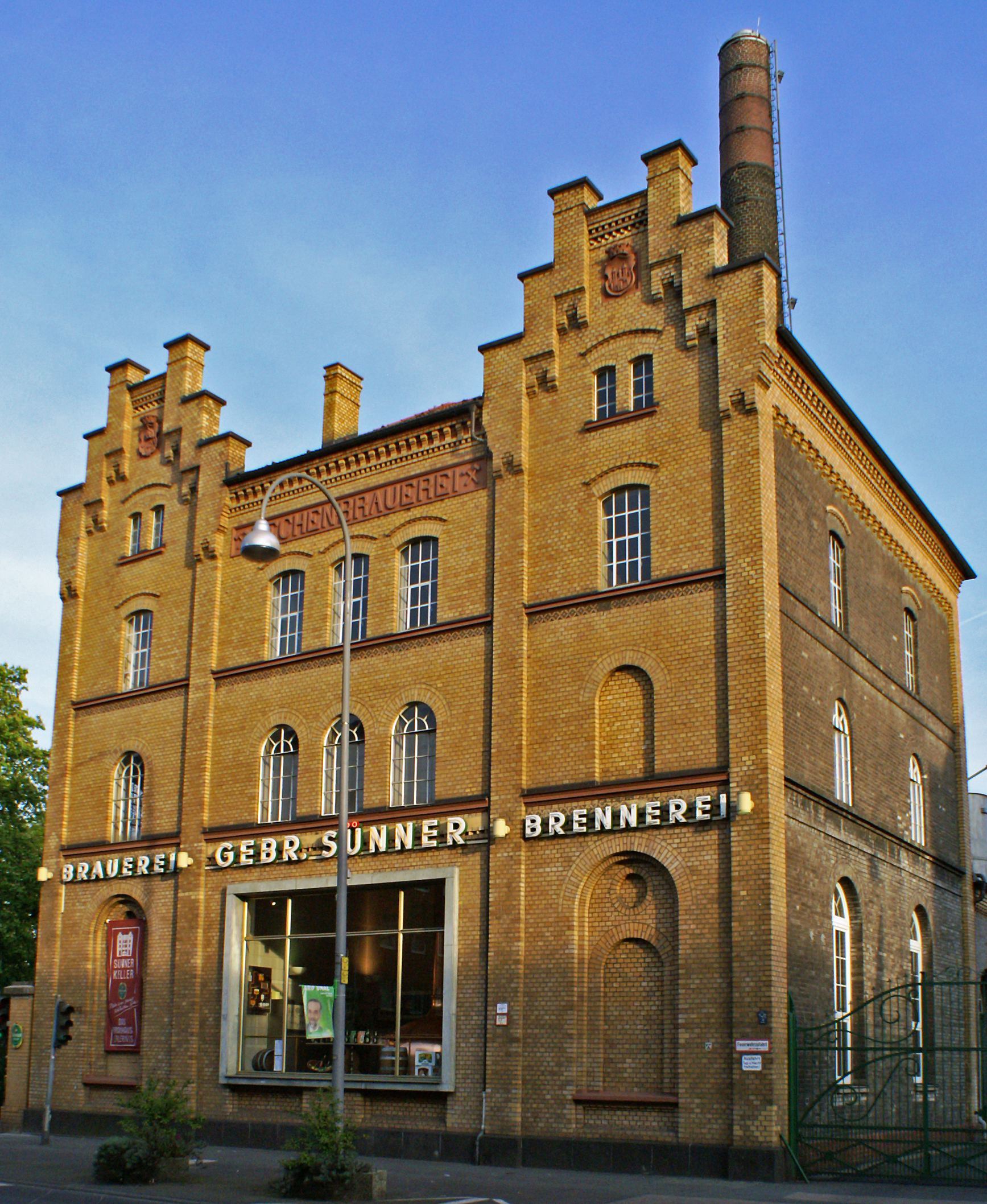
Brauerei & Brennerei Gebrüder Sünner

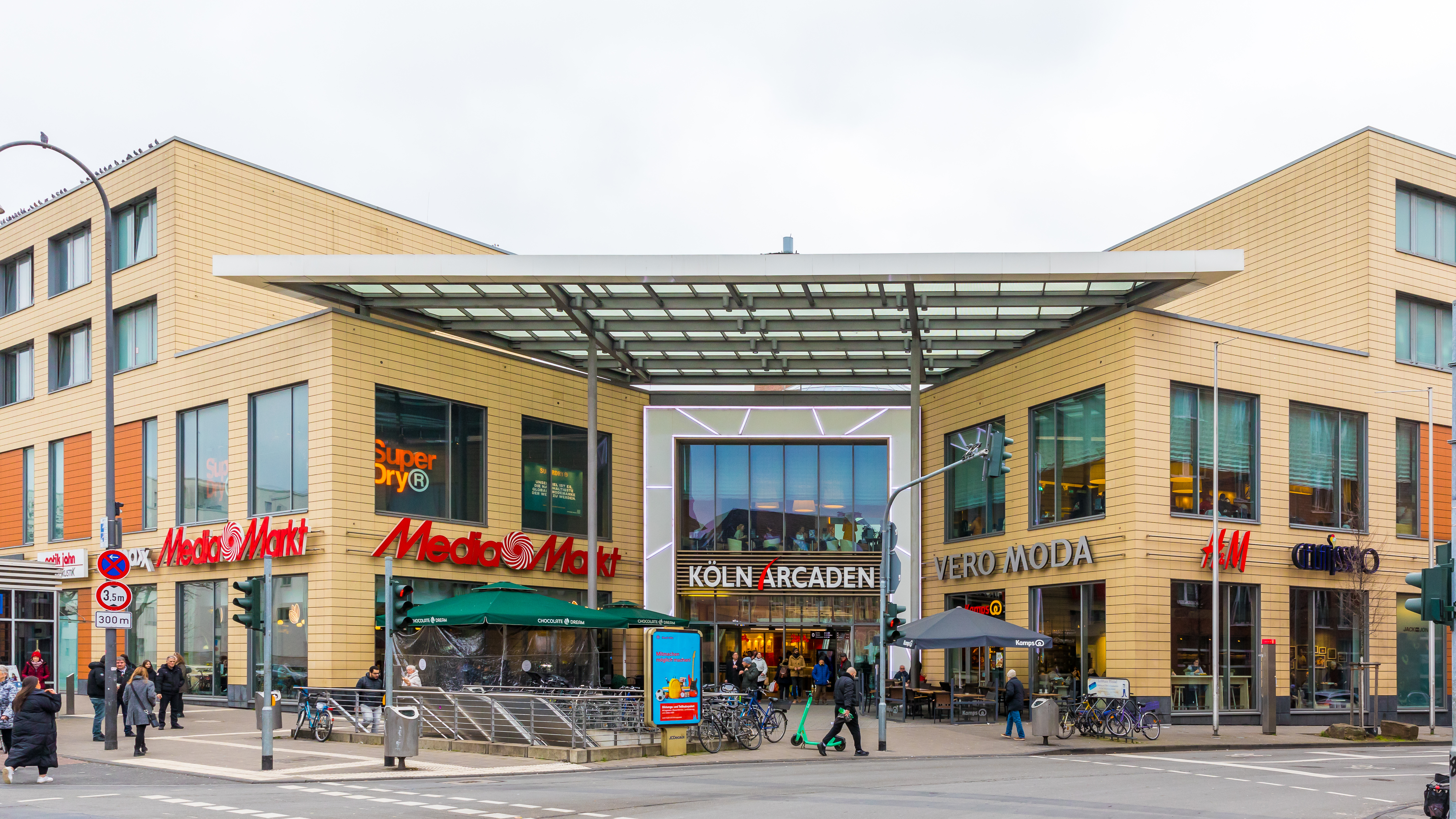
Köln Arcaden

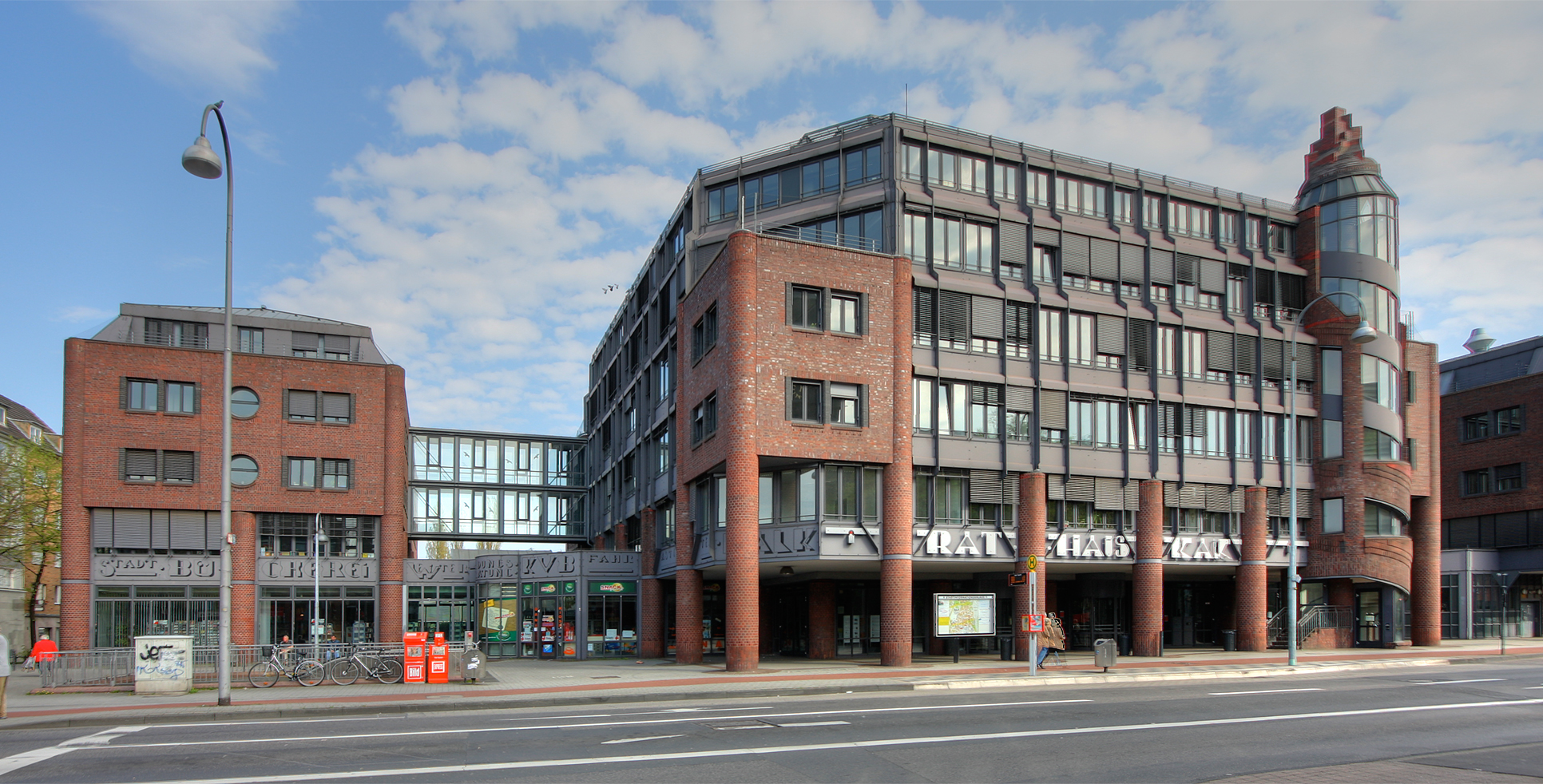
Bezirksrathaus Köln-Kalk

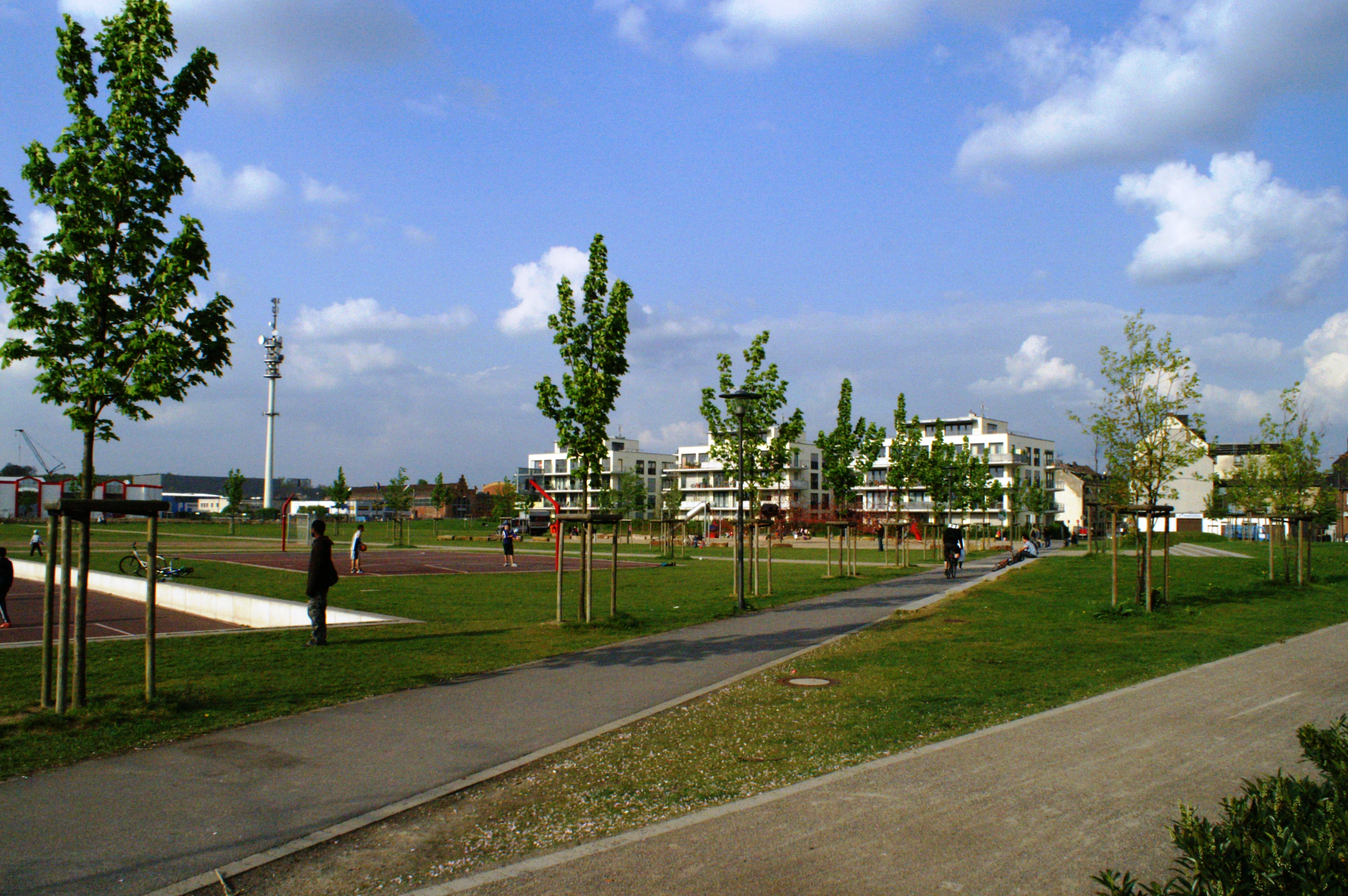
Bürgerpark Kalk

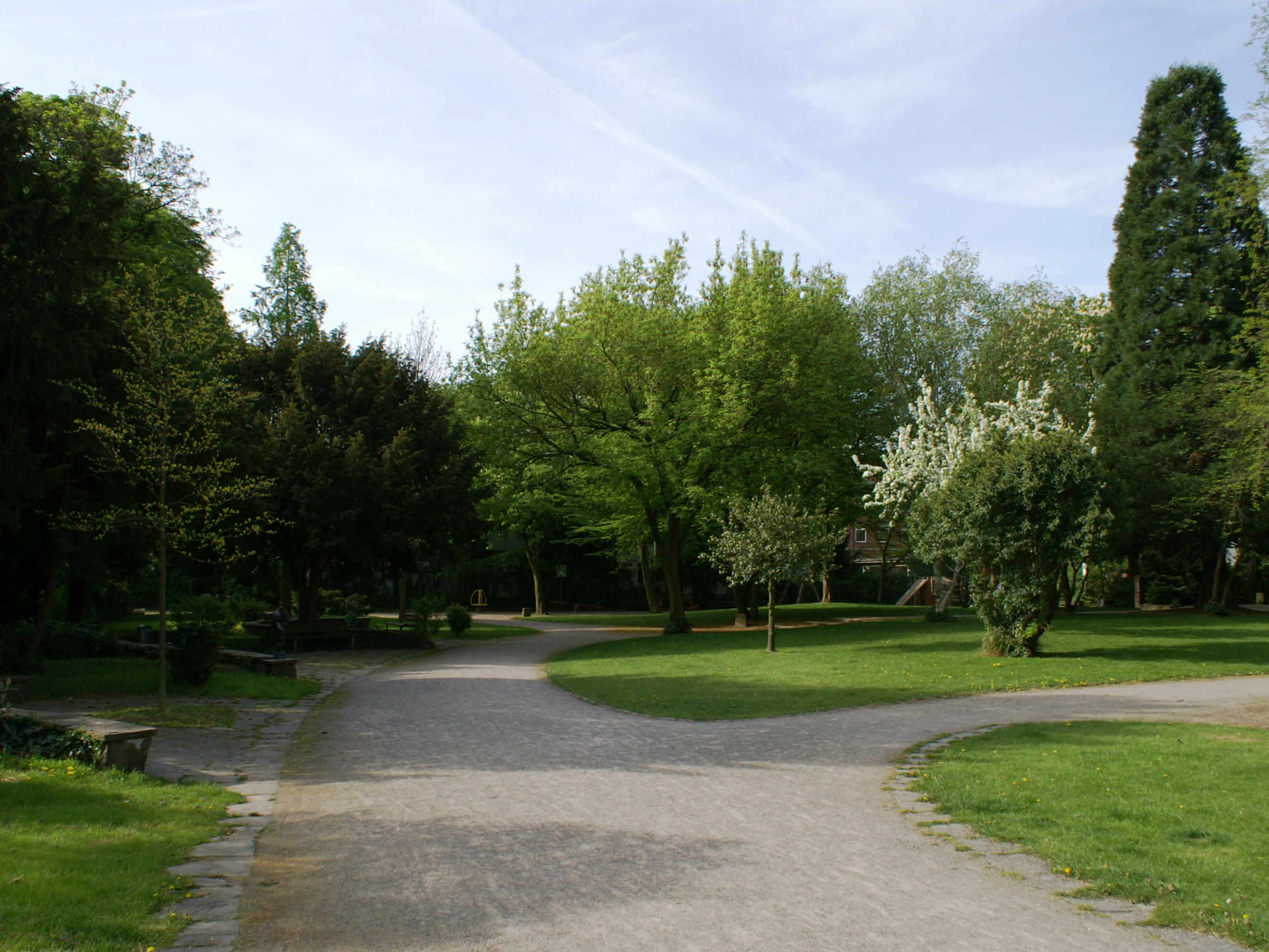
Stadtgarten Kalk

Die katholische italienische Gemeinde an St. Marien in Kalk pflegt in der Fremde noch heimatliche Bräuche. So wird Karfreitag auf den Straßen Kalks zwischen den Kirchen St. Josef und St. Marien durch Laienschauspieler die Passion Christi in italienischer Sprache dargestellt. Für dieses jährliche Ereignis, das viele Zuschauer aus der Region anzieht, wird sechs Wochen lang geprobt. Beim heiligen Abendmahl am Gründonnerstag werden speziell gebackene Gebildbrote ausgeteilt.

### Bauwerke
- Liste der Baudenkmäler im Kölner Stadtteil Kalk

#### Sakralbauten
- Kalker Kapelle, Kalker Hauptstraße/Kapellenstraße: Nach der Kriegszerstörung wurde die Andachtsstätte in den Jahren 1948 bis 1950 als schlichter einschiffiger Backsteinbau durch Rudolf Schwarz und Karl Wimmenauer neu aufgebaut.
- St. Marien, Kapellenstraße: In den Jahren 1863 bis 1866 wurde nach Plänen des Kölner Diözesanbaumeisters Vincenz Statz direkt neben der Kalker Kapelle die Pfarrkirche St. Marien als dreischiffige neugotische Backstein-Hallenkirche mit einem über 50 Meter hohen Turm gebaut. Im Jahre 1867 wurde die Kirche geweiht. Im Zweiten Weltkrieg wurde die Kirche schwer beschädigt. Der Wiederaufbau unter Einbeziehung alter Gebäudeteile erfolgte 1950 bis 1952 nach Plänen von Rudolf Schwarz. In den Jahren 1968/1969 wurden Fenster nach Entwürfen Georg Meistermanns in die Kirche eingebaut.
- St. Joseph, Bertramstraße: Als St. Marien für die katholische Gemeinde in Kalk zu klein geworden war, benötigten die Kalker Katholiken eine zweite Kirche. Nach den Plänen Heinrich Renards wurde die dreischiffige Backstein-Hallenkirche St. Joseph in den Jahren 1899 bis 1902 erbaut. Als Standort wurde die historische Keimzelle der Gemeinde Kalk zwischen Höfe und Engelstraße ausgewählt. St. Joseph wurde im Krieg ebenfalls zerstört und nach den Plänen von Dominikus und Gottfried Böhm in stark vereinfachter Form neu aufgebaut.
- Jesus-Christus-Kirche, Lilienthalstraße: Da die chemische Fabrik neuen Baugrund für eine Erweiterung benötigte, wurde die 1880 erbaute evangelische Presbyterkirche an der Vietorstraße abgerissen. Das Gotteshaus wurde durch den Neubau der Jesus-Christus-Kirche an der Buchforststraße ersetzt, die am 23. Dezember 1951 eingeweiht wurde.[73]
- Klarissenkloster, Kapellenstraße 51–53: Von Prälat Monsignore Martin Köllen und seiner Nichte, die in Kevelaer Äbtissin war, kam die Idee, im pulsierenden Kalk einen Ort des intensiven Gebetes zu errichten. Zu diesem Zweck wurde 1918 das Klarissenkloster gegründet. Schon im Juni 1918 konnten die Armen Schwestern der heiligen Klara von Assisi in ein provisorisch eingerichtetes Kloster einziehen. In der Folgezeit wurde das Kloster als Vierflügelanlage mit einem offenen Innenhof und einem zentralen Springbrunnen erbaut und am 1. Mai 1925 zusammen mit der Kirche eingeweiht. Im Jahre 1941 wurde das Kloster zerstört, konnte aber 1947 wieder aufgebaut werden. Im Jahre 1965 wurden Figuren an den Fassaden angebracht. 1990 erhielt die Klosterkirche eine farbige Verglasung.

#### Industriedenkmale

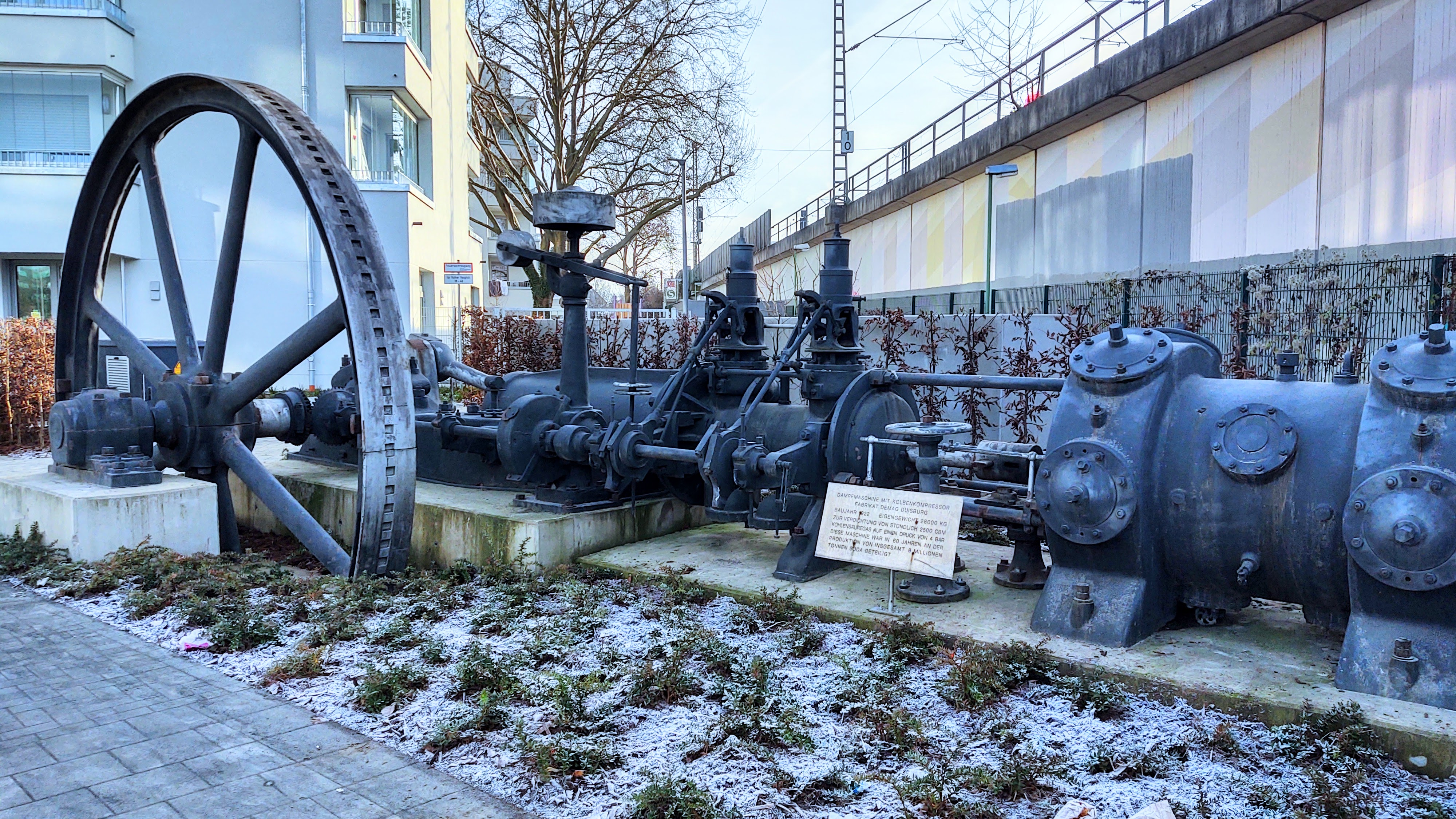
Dampfmaschine mit Kolbenkompressor „Hillije Jupp“ an der Kalker Hauptstraße, im Hintergrund die hochgelegte Siegstrecke

- Brauerei & Brennerei Gebrüder Sünner, Kalker Hauptstraße 260: Das in den Jahren 1888 bis 1890 errichtete Hauptgebäude der Zechenbrauerei wurde zusammen mit einem 1906 angebauten Gebäude am 26. Juli 1983 als das älteste in ursprünglicher Funktion genutzte Industriedenkmal von Köln geschützt. Zusätzlich stufte die zuständige Denkmalschutzbehörde das 1898 erbaute Kutschenhaus, die alte Schmiede von 1860 und die gesamte straßenseitige Einfriedung als schutzwürdig ein.[74] Bei einer zwischen 1989 und 1991 durchgeführten Sanierungsmaßnahme sowie einer 1999 veranlassten Reinigung mit abschließender Behandlung mit einem hydrophobierenden Wirkstoff gegen das Eindringen von Nässe wurden die Fassaden der Gebäude dem Ursprungszustand angeglichen.[75]

- Wasserturm der Chemischen Fabrik Kalk auf dem Gelände des Einkaufszentrums Köln Arcaden: Der denkmalgeschützte Turm wurde 1904 errichtet und ist 43,60 Meter hoch. Als Besonderheit befindet sich im Inneren ein Schornstein, der früher aus der Spitze weißen Rauch aufsteigen ließ.
- Ehemalige Fabrikhallen der Metallgießerei Peter Stühlen in der Peter-Stühlen-Straße
- Fabrikschornstein des ehemaligen KHD-Werkes an der Dillenburger Straße, 2015 abgerissen
- Ehemalige Industriehallen auf der Dillenburger Straße
- Dampfmaschine mit Kolbenkompressor „Hillije Jupp“ aus der ehemaligen Chemischen Fabrik[76], Fabrikat DEMAG Duisburg, Baujahr 1922, an der Kalker Hauptstraße, Höhe Polizeipräsidium.

#### Profanbauten
- Köln Arcaden, Kalker Hauptstraße 55: Am 3. März 2005 wurde nach 17 Monaten Bauzeit das neue Einkaufszentrum Köln Arcaden eröffnet. Es bietet auf einer Fläche von 27.000 Quadratmetern Platz für 130 Geschäfte. Der denkmalgeschützte Wasserturm der Chemischen Fabrik Kalk wurde als architektonischer Mittelpunkt in das Zentrum integriert.
- Bezirksrathaus Kalk, Kalker Hauptstraße 247–261: Nachdem die Stadtbezirksverwaltung Kalk über Jahrzehnte im Stadtteil Merheim angesiedelt war, wurde nach drei Jahren Bauzeit das neue Bezirksrathaus Kalk gegenüber der Kalker Kapelle eröffnet. Der mehrteilige moderne Baukomplex mit großer pyramidenförmiger Lichtkuppel passt sich trotz seiner Größe durch unterschiedliche Bauhöhen und die Verwendung von verschiedenen Baumaterialien in das Stadtbild der Umgegend ein. Architekt war der Kölner Gottfried Böhm.
- Mehrzweckanlage U-Bahnhof Kalk-Post: Die im Jahre 1980 eröffnete U-Bahn-Station mit der dazugehörenden Zwischenebene wurde als Zivilschutzbunker konzipiert. Die Mehrzweckanlage soll 2366 Menschen 14 Tage Schutz bieten.[77]

#### Parkanlagen
Neben dem denkmalgeschützten 0,6 Hektar großen von Fritz Encke 1912 im Jugendstil gestalteten Stadtgarten Kalk an der Kalker Hauptstraße und dem 3 Hektar großen ehemaligen Stadtfriedhof Kalk an der Kapellenstraße, wurde auf einem Teilstück des ehemaligen Firmengeländes der Chemischen Fabrik Kalk zwischen 2006 und 2009 der 2,8 Hektar große Bürgerpark Kalk angelegt.
Im Stadtentwicklungsplans Rechtsrheinische Perspektiven ist ein deutliches Defizit an Grünanlagen identifiziert worden, das durch Verbinden noch vorhandener Freiflächen durch unterschiedliche Parktypologien gelindert werden soll. Der Kalkberg wurde dabei in einem Workshop zum Planungsgebiet Kalk/Süd als wesentliches Element für eine zusammenhängende Grünfläche identifiziert.

## Berühmte Kalker Bürger
- 4 Reeves, Band um die Reeves-Geschwister
- Jupp Elze (1939–1968), Profiboxer, mehrfacher Deutscher Meister im Mittelgewicht
- Eko Fresh (* 1983), bürgerlich Ekrem Bora, Rapper, ehemaliger Einwohner
- Clemens Ganz, von 1964 bis 1976 Organist in St. Marien
- Tom Gerhardt (* 1956), Komiker, Schauspieler und Ehrenbürger von Köln-Kalk
- Hermann Grüneberg (1827–1894), Chemiker, Unternehmer und Ehrenbürger der Stadt Kalk
- Trude Herr (1927–1991), Schauspielerin, Schlagersängerin und Theaterdirektorin, in Köln-Kalk geboren
- Tim Jerat (* 1982), Fußballspieler
- Helmut Kickton (* 1956), von 1976 bis 1983 Organist der Jesus-Christus-Kirche[81]
- Hermann Kläser (1907–1989), Mitglied der Straßensängergruppe Drei Laachduve, Komponist des Karnevalslieds En d’r Kayjass Nummer Null (1938)
- Peter Alois Knab (1895–1963), Politiker und Reichstagsabgeordneter
- Hilde Krüger (1912–1991), Schauspielerin, Agentin der Abwehr in der Zeit des Nationalsozialismus
- Karl-Heinz Kunde (1938–2018), Radprofi, dreifacher Deutscher Meister und sechsfacher Tour-de-France-Teilnehmer
- Martin Lauer (1937–2019), Leichtathlet, 1960 Olympiasieger in der 4-mal-100-Meter-Staffel
- Josef Lindemann (1880–nach 1920), Figuren-, Landschafts- und Stilllebenmaler der Düsseldorfer Schule
- Shary Reeves (* 1969), Moderatorin (Wissen macht Ah!) und ehemalige Fußballspielerin bei Borussia Kalk
- Marcel Risse (* 1989), deutscher Fußballprofi, ist in Kalk aufgewachsen
- Tina Ruland (* 1966), Schauspielerin, ist in Kalk aufgewachsen
- Carl Johann Heinrich Scheibler (1852–1920), deutscher Düngemittelfabrikant, Mitstifter der evangelischen Krankenhäuser
- Oskar Söhngen (1900–1983), Pfarrer in Kalk von 1927 bis 1932[82]
- Kurt Wegner (1908–1985), Maler, in Köln-Kalk geboren
- Heinrich Welsch (1848–1935), Pädagoge und Kölsches Original
- Joseph Caspar Witsch (1906–1967), Bibliothekar und Verleger

## Trivia
- Das Lied Keine Fröhling in Kalk (Kein Frühling in Kalk) aus dem Album Fünnef+4 (1997) von der Kölschrock-Band Brings spielt auf die Entlassungen und bei der Klöckner Humboldt Deutz AG in Kalk ab 1996 an.
- Tom Gerhardts Film Voll normaaal sowie seine Fernsehserie Hausmeister Krause spielen in Köln-Kalk.
- Der Rapper Eko Fresh macht in mehreren seiner Lieder auf die sozialen Missstände in Teilen Kalks aufmerksam, drehte seine Videos aber meist in den umliegenden Stadtteilen, vor allem Köln-Humboldt/Gremberg.
- Durch Kalk verläuft der 7. Längengrad.